# Match de rugby à XV Nouvelle-Zélande - France (1999)
Vous lisez un « article de qualité » labellisé en 2022.
Pour les articles homonymes, voir Match de rugby à XV France - Nouvelle-Zélande.
La seconde demi-finale de la Coupe du monde de rugby 1999 oppose le 31 octobre 1999 dans le stade de Twickenham à Londres la France à la Nouvelle-Zélande devant 73 000 spectateurs. Ce match, qui voit la France l'emporter 43 à 31, est considéré comme l'un des plus grands exploits du rugby français et reste comme l'un des plus grands matchs de l'histoire de la Coupe du monde de rugby. Il est également connu comme le « miracle de Twickenham ».
Les All Blacks sont considérés comme la meilleure nation mondiale et ont remporté le Tri-nations 1999, tandis que les Bleus ont terminé le Tournoi des Cinq Nations 1999 à la dernière place et restent sur une cinglante défaite (54 à 7) contre leur adversaire du jour quelques mois plus tôt.
La France remporte la victoire à la surprise générale à la suite d'un scénario des plus dramatiques. Le match est ainsi marqué par la puissance de Jonah Lomu, auteur de deux essais, et par la remontée de la France en deuxième période : accusant un retard de 14 points, elle inscrit 33 points d'affilée en moins de 30 minutes. Les Français se distinguent pour leur état d'esprit combatif et leur maîtrise tactique et technique incarnée par l'ouvreur Christophe Lamaison, qui a exécuté son plan anti-Lomu tout le match, varié ses lancements de jeu et réalisé un full house en inscrivant 1 essai, 4 transformations, 3 pénalités et 2 drops.
Après ce match très intense et malgré la victoire, la France ne parvient pas à remporter la finale contre l'Australie, tandis que la Nouvelle-Zélande finit au pied du podium, battue par l'Afrique du Sud lors du match pour la troisième place.

## Contexte

### Historique

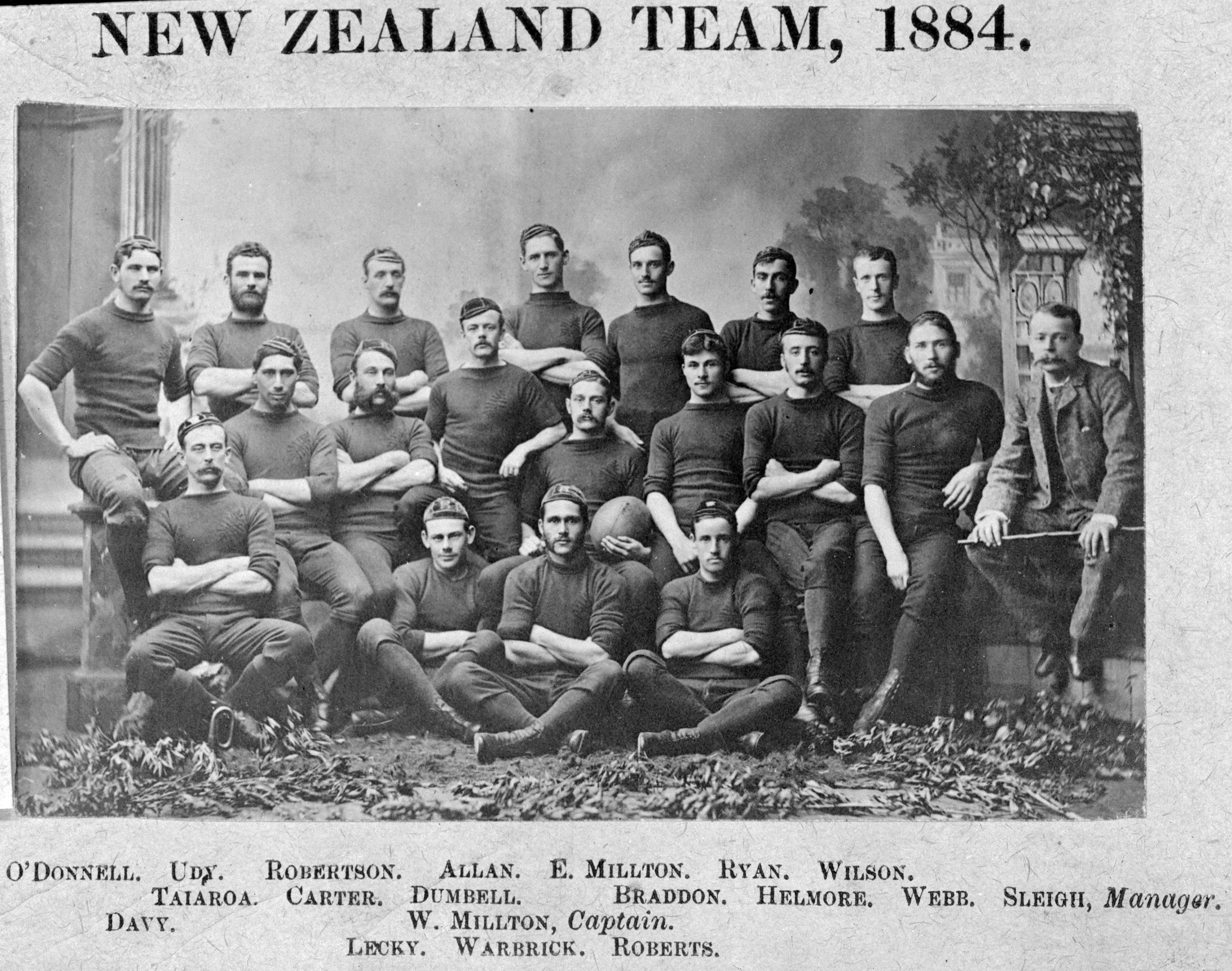
L'équipe néo-zélandaise de 1884.

Le rugby a été introduit en Nouvelle-Zélande par les colons britanniques au milieu du XIXe siècle. Tandis que le premier match international d'une équipe locale a lieu en 1882 lors d'une tournée de l'équipe australienne de la Southern Rugby Union sur le sol kiwi, une équipe de Nouvelle-Zélande fait pour la première fois une tournée à l’étranger en 1884, en Nouvelle-Galles du Sud : elle joue neuf matchs et les remporte tous. La fédération de rugby néo-zélandaise, la New Zealand Rugby Football Union, est créée en 1892,. Le premier match officiel est ainsi joué en 1894 et l'équipe de Nouvelle-Zélande devient les « All Blacks » lors d'une tournée au Royaume-Uni en 1905-1906. C'est également lors de cette tournée que l'équipe de Nouvelle-Zélande affronte la France et la domine 38 à 8 pour ce qui est le premier match officiel de l'équipe de France de rugby à XV, le 1er janvier 1906 au Parc des Princes. La Nouvelle-Zélande devient rapidement l'une des meilleures équipes du monde, remportant la toute première Coupe du monde en 1987 en battant la France en finale sur le score de 29 à 9. Lors des éditions suivantes, elle finit troisième en 1991 puis s'incline en finale contre sa rivale sud-africaine en 1995.

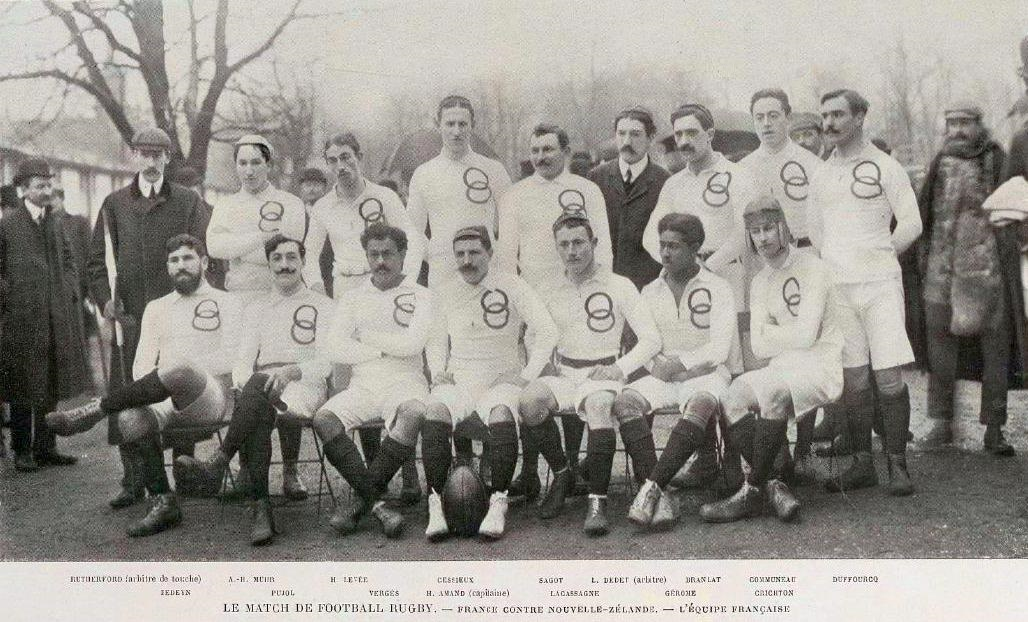
L'équipe de France de rugby avant son match face à la Nouvelle-Zélande, au stade de Colombes en janvier 1906.

Le rugby est introduit en France par les Anglais dans les années 1870 et les premiers pratiquants français jouent pour l'English Taylors RFC, créé en 1877, puis pour le Stade bordelais, le Racing Club de France et le Stade français, notamment, qui sont créés entre 1889 et 1891, le premier match entre ces deux dernières équipes ayant officiellement eu lieu en juin 1891. L'Union des sociétés françaises de sports athlétiques (USFSA), fondée en 1889, est l'unique société de rugby jusqu'à la création de la Fédération française de rugby en 1919-1920. Tandis que l'USFSA présente une équipe de France composée de joueurs venant de différents clubs du pays aux Jeux olympiques de 1900 de Paris,, le premier match officiel a lieu le 1er janvier 1906 contre les Originals, et la France participe à son premier Tournoi des Cinq Nations en 1910. La participation à cette échéance annuelle installe la France parmi les nations principales du rugby à XV, et elle parvient à battre la Nouvelle-Zélande pour la première fois en 1954. Après avoir échoué en finale contre cette même équipe lors de la Coupe du monde 1987, la sélection française participe à toutes les éditions de la Coupe du monde et reste sur une demi-finale très frustrante face à l'Afrique du Sud en 1995,.

### Coupe du monde 1999

#### Avant la Coupe du monde
Lors de l'année 1999, la Nouvelle-Zélande et la France sont sur des dynamiques opposées. La Nouvelle-Zélande écrase ses concurrents lors des test matchs de juin dans son pays : les Samoa s'inclinent 71 à 13 et la France se fait balayer 54 à 7, pour ce qui devient la plus lourde défaite de l'histoire du XV de France, seulement quatre mois avant la Coupe du monde, et ce alors que Jonah Lomu n'est pas entré en jeu,,. « J'ai vraiment le sentiment que le rugby français est en danger et je ne voudrais pas que la France devienne la Roumanie du rugby international », déclare d'ailleurs le capitaine français Raphaël Ibañez.

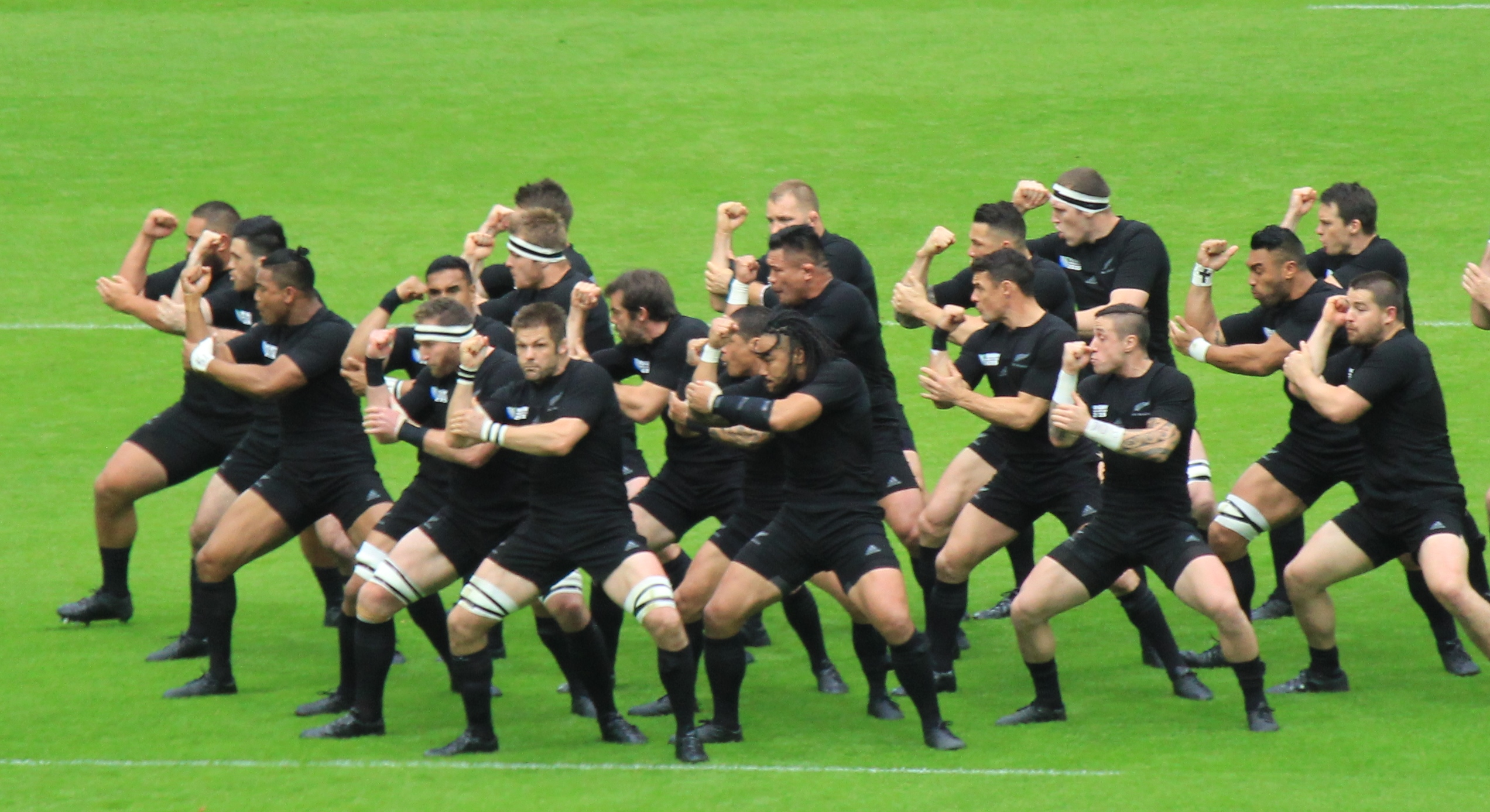
L'équipe de Nouvelle-Zélande faisant le haka (en 2015).

Tandis que la France finit dernière du Tournoi des Cinq Nations, la Nouvelle-Zélande remporte le Tri-Nations. Avant la Coupe du monde, la France accuse deux autres revers en test match : contre les Tonga (20 - 16, à Nukuʻalofa) et contre le pays de Galles (34 - 23, à Cardiff), pour seulement deux victoires contre la Roumanie (62 - 8, à Castres) et les Samoa (39 - 22, à Apia).
Avant la Coupe du monde, les All Blacks s'entraînent pour rendre leur haka « plus effrayant ». Cette danse traditionnelle maori, initialement pratiquée lors de conflits et reprise par les équipes de Nouvelle-Zélande de rugby après les hymnes et avant le début d'un match, est destinée à impressionner l'adversaire. Alors qu'elle était jusque-là pratiquée plutôt comme une danse chorégraphiée, le capitaine Taine Randell explique que le haka inclura désormais des changements impliquant des actions et des gestes plus improvisés et agressifs — notamment le fait de frapper la poitrine au lieu des cuisses aux moments critiques —, correspondant à des « actions plus fortes et mieux adaptées à ce que les All Blacks essaient de faire ».
À la fin du XXe siècle, l'écart entre l'hémisphère sud (les équipes du Tri-Nations : l'Afrique du Sud, l'Australie et la Nouvelle-Zélande, qui se sont partagé le gain des trois premières Coupes du monde) et l'hémisphère nord (les équipes du Tournoi des Cinq Nations : l'Angleterre, l'Écosse, la France, le pays de Galles et l'Irlande) est fortement marqué et les premières sont nettement favorites. La Nouvelle-Zélande est la favorite de l'hémisphère sud tandis que l'Angleterre reste, aux yeux des observateurs, celle de l'hémisphère nord,,. Cependant, aussi bien la Nouvelle-Zélande que la France sont têtes de série et favorites de leurs poules respectives lors de la Coupe du monde.

#### Parcours de la Nouvelle-Zélande en poules
Les All Blacks dominent outrageusement leurs adversaires en poule, les Tonga (45 - 9), l'Angleterre (30 - 16) et l'Italie (101 - 3), et finissent premiers de la poule B sans coup férir.
Après un premier match un peu poussif en première mi-temps contre les Tonga,, la Nouvelle-Zélande « se réveille » après la pause et impressionne les observateurs. Elle confirme son statut de grand favori, ainsi que la supériorité du Sud contre le Nord, en étouffant l'Angleterre grâce à un « magnifique essai » du puissant Jonah Lomu (1,96 m pour 118 kg et capable de courir le 100 m en 10,8 secondes) qui réveille chez les Anglais les vieux démons de 1995,,,. Lors du dernier match de poule, la Nouvelle-Zélande se montre « sans pitié » face à l'Italie malgré une équipe composée de 14 remplaçants : en encaissant pas moins de 14 essais, l'Italie est la première nation éliminée de la compétition. À l'issue du match, le sélectionneur italien Massimo Mascioletti affirme qu'aucune équipe de l'hémisphère nord ne sera capable de battre la Nouvelle-Zélande (qui doit, selon les pronostics, affronter le vainqueur du quart de finale France - Irlande en demi-finale) : « [Les Néo-Zélandais] semblent avoir une vitesse supplémentaire et cela leur donnera toujours une différence de 25 à 30 points contre les équipes de l'hémisphère nord ».
| 3 octobre 1999 14 h 0 UTC+1 | Nouvelle-Zélande | 045 – 9 (16 – 9) | Tonga                                                                                     | Ashton Gate Stadium, Bristol 22 000 spectateurs Arbitre : Derek Bevan |
| 3 octobre 1999 14 h 0 UTC+1 | Essai(s) : Lomu 2 (7e, 60e) Kronfeld (63e) Maxwell (67e) Kelleher (71e) Transformation(s) : Mehrtens 4 (8e, 61e, 64e, 72e) Pénalité(s) : Mehrtens 4 (16e, 36e, 40e, 44e) |                  | Pénalité(s) : Taumalolo (22e, 29e, 39e) Carton(s) jaune(s) : Taumalolo (4e), Fatani (54e) | Ashton Gate Stadium, Bristol 22 000 spectateurs Arbitre : Derek Bevan |
| 3 octobre 1999 14 h 0 UTC+1 | |                  |                                                                                           | Ashton Gate Stadium, Bristol 22 000 spectateurs Arbitre : Derek Bevan |

| 9 octobre 1999 15 h 30 UTC+1 | Angleterre                                                                                            | 16 - 30 (6 - 13) | Nouvelle-Zélande | Stade de Twickenham, Londres 73 500 spectateurs Arbitre : Peter Marshall |
| 9 octobre 1999 15 h 30 UTC+1 | Essai(s) : de Glanville (49e) Transformation(s) : Wilkinson Pénalité(s) : Wilkinson 3 (28e, 39e, 54e) |                  | Essai(s) : Wilson (18e) Lomu (58e) Kelleher (70e) Transformation(s) : Mehrtens 3 Pénalité(s) : Mehrtens 3 (11e, 36e, 42e) | Stade de Twickenham, Londres 73 500 spectateurs Arbitre : Peter Marshall |
| 9 octobre 1999 15 h 30 UTC+1 | |                  | | Stade de Twickenham, Londres 73 500 spectateurs Arbitre : Peter Marshall |

| 14 octobre 1999 12 h 0 UTC+1 | Nouvelle-Zélande | 101 - 3 (51 - 3) | Italie                        | McAlpine Stadium, Huddersfield 22 032 spectateurs Arbitre : Jim Fleming |
| 14 octobre 1999 12 h 0 UTC+1 | Essai(s) : Wilson 3 (7e, 35e, 51e) Brown (22e) Mika (30e) Lomu 2 (34e, 58e) Osborne 2 (38e, 80e) Randell (55e) Gibson (69e) Robertson (73e) Cullen (75e) Hammett (78e) Transformation(s) : Brown 11 (8e, 23e, 31e, 35e, 36e, 39e, 52e, 58e, 74e, 76e, 81e) Pénalité(s) : Brown 3 (5e, 16e, 40e) |                  | Pénalité(s) : Domínguez (10e) | McAlpine Stadium, Huddersfield 22 032 spectateurs Arbitre : Jim Fleming |
| 14 octobre 1999 12 h 0 UTC+1 | |                  |                               | McAlpine Stadium, Huddersfield 22 032 spectateurs Arbitre : Jim Fleming |

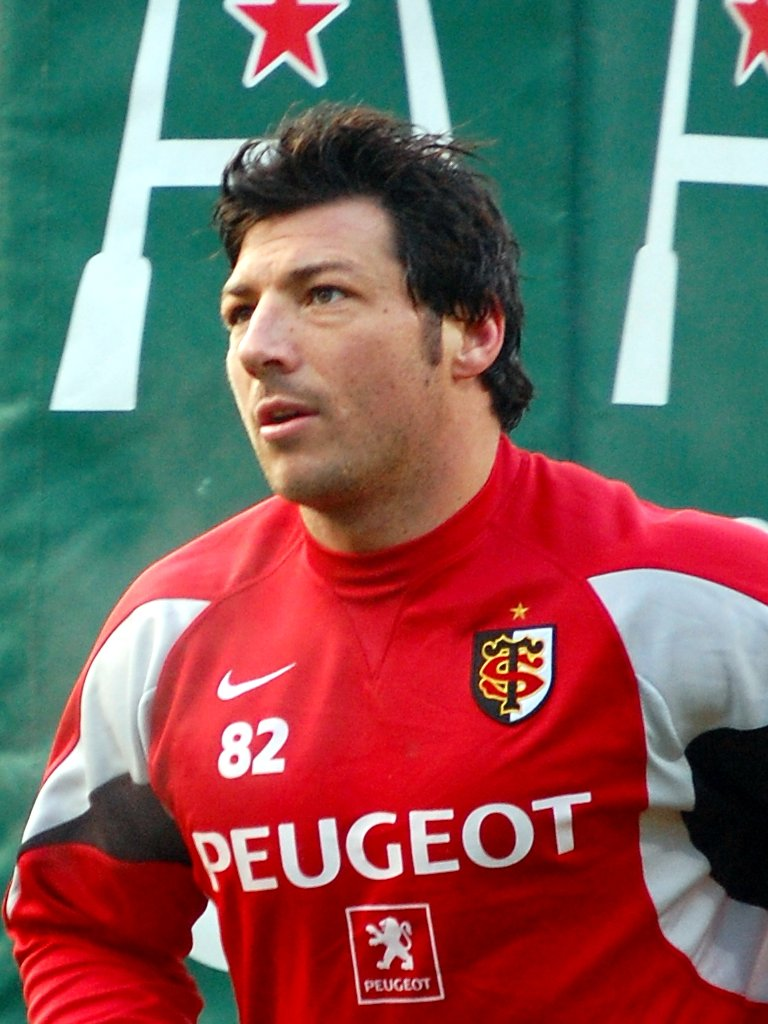
Le Néo-Zélandais Byron Kelleher (ici en 2009 avec le maillot du Stade toulousain).

À la fin de la phase de poules, la Nouvelle-Zélande est ainsi directement qualifiée pour les quarts de finale, tandis que l'Angleterre doit passer par un match de repêchage contre les Fidji.
| Rang | Nation           | J | V | N | D | Pm  | Pe  | Diff | Pts |
| ---- | ---------------- | - | - | - | - | --- | --- | ---- | --- |
| 1    | Nouvelle-Zélande | 3 | 3 | 0 | 0 | 176 | 28  | +148 | 9   |
| 2    | Angleterre       | 3 | 2 | 0 | 1 | 184 | 47  | +137 | 7   |
| 3    | Tonga            | 3 | 1 | 0 | 2 | 47  | 171 | -124 | 5   |
| 4    | Italie           | 3 | 0 | 0 | 3 | 35  | 196 | -161 | 3   |

#### Parcours de la France en poules
La France termine également première de sa poule, quoiqu'en réalisant des matchs que la presse juge « très poussifs » et peu convaincants, remportant tout de même ses trois matchs de la poule C contre les « modestes » équipes du Canada (33 - 20), de la Namibie (47 - 13) et des Fidji (28 - 19),,,.
Ces résultats en demi-teinte face à des équipes qui n'ont quasiment jamais battu la France ne convainquent ni la presse ni le public français : après le premier match, la confiance et les attentes sont « basses » et le sélectionneur Jean-Claude Skrela affirme que la France ne peut espérer aller au-delà d'une demi-finale et que la Coupe est destinée à une nation du Sud. Lors du deuxième match contre la modeste Namibie, la France ne mène que de 10 points à la mi-temps et est huée par le public. Menée par les Fidji 19 à 13 à 20 minutes de la fin, la France s'en sort notamment grâce à un essai de pénalité accordé de façon très discutable par l'arbitre de la rencontre ; le talonneur fidjien Greg Smith parle même de « vol »,,. Skrela déclare à la fin du match : « Nous pouvons jouer beaucoup mieux que ce que nous avons fait aujourd'hui. Nous avons réussi à revenir et à trouver notre rythme, ce qui nous aidera à reprendre confiance pour le quart de finale ».
De plus, le groupe est fragile : certains joueurs affichent leurs incompatibilités et les blessures s'accumulent, rendant indisponibles Thomas Lièvremont et Pierre Mignoni ; à cela s'ajoute que l'équipe de France perd Christian Califano et Fabien Pelous, exclus pour brutalité à la suite du match contre les Fidji (définitivement pour le premier ; 14 jours pour le second). Fabien Galthié est rappelé par le sélectionneur à deux jours du match contre les Fidji : le match se jouant au Stadium de Toulouse et Galthié évoluant à Colomiers, celui-ci est prêt immédiatement et figure sur la feuille de match.
| 2 octobre 1999 12 h 0 UTC+2 | France | 33 – 20 (18 - 10) | Canada | Stade de la Méditerranée, Béziers 10 000 spectateurs Arbitre : Brian Campsall |
| 2 octobre 1999 12 h 0 UTC+2 | Essai(s) : Glas (16e), Magne (39e), Castaignède (61e), Ntamack (76e) Transformation(s) : Dourthe 2 (40e, 77e) Pénalité(s) : Dourthe 3 (4e, 35e, 69e) |                   | Essai(s) : Williams 2 (33e, 53e) Transformation(s) : Rees (33e) Ross (54e) Pénalité(s) : Rees (2e) Ross(71e) | Stade de la Méditerranée, Béziers 10 000 spectateurs Arbitre : Brian Campsall |
| 2 octobre 1999 12 h 0 UTC+2 | |                   | | Stade de la Méditerranée, Béziers 10 000 spectateurs Arbitre : Brian Campsall |

| 8 octobre 1999 19 h 0 UTC+2 | France | 47 – 13 (23 - 13) | Namibie                                                                                         | Stade Lescure, Bordeaux 34 030 spectateurs Arbitre : Chris White |
| 8 octobre 1999 19 h 0 UTC+2 | Essai(s) : Mignoni (6e), Bernat-Salles (38e), Mola 3 (48e, 54e, 60e), Ntamack (70e) Transformation(s) : Dourthe 4 (7e, 39e, 55e, 61e) Pénalité(s) : Dourthe 3 (14e, 27e, 31e) |                   | Essai(s) : Samuelson (18e) Transformation(s) : van Dyk (19e) Pénalité(s) : van Dyk 2 (14e, 34e) | Stade Lescure, Bordeaux 34 030 spectateurs Arbitre : Chris White |
| 8 octobre 1999 19 h 0 UTC+2 | |                   |                                                                                                 | Stade Lescure, Bordeaux 34 030 spectateurs Arbitre : Chris White |

| 16 octobre 1999 12 h 0 UTC+2 | France | 28 – 19 (13 - 3) | Fidji                                                                                                   | Stadium de Toulouse, Toulouse 36 000 spectateurs Arbitre : Paddy O'Brien |
| 16 octobre 1999 12 h 0 UTC+2 | Essai(s) : Juillet (22e) de pénalité (70e) Dominici (83e) Transformation(s) : Dourthe 2 (23e, 71e) Pénalité(s) : Dourthe 2 (6e, 36e) Lamaison (79e) |                  | Essai(s) : Uluinayau (48e) Transformation(s) : Little (48e) Pénalité(s) : Little 4 (19e, 42e, 53e, 60e) | Stadium de Toulouse, Toulouse 36 000 spectateurs Arbitre : Paddy O'Brien |
| 16 octobre 1999 12 h 0 UTC+2 | |                  | | Stadium de Toulouse, Toulouse 36 000 spectateurs Arbitre : Paddy O'Brien |

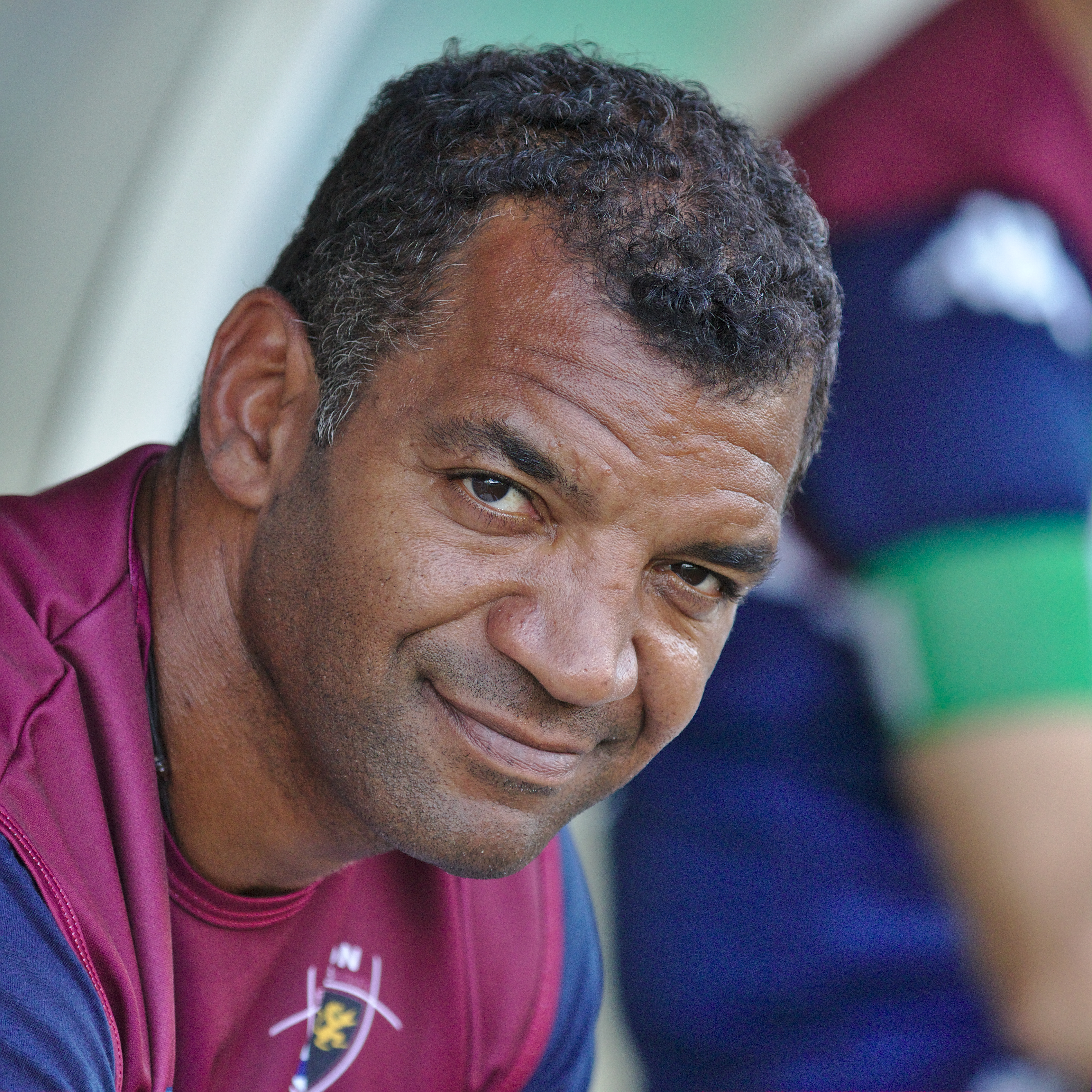
Le Français Émile Ntamack (ici en 2015 en tant qu'entraîneur de l'Union Bordeaux Bègles).

À la fin de la phase de poules, la France s'évite un barrage contre l'Angleterre et est ainsi directement qualifiée pour les quarts de finale, tandis que ce sont les Fidji qui héritent des Anglais lors du match de repêchage,.
| Rang | Nations | J | V | N | D | Pm  | Pe  | Diff | Pts |
| ---- | ------- | - | - | - | - | --- | --- | ---- | --- |
| 1    | France  | 3 | 3 | 0 | 0 | 108 | 52  | +56  | 9   |
| 2    | Fidji   | 3 | 2 | 0 | 1 | 124 | 68  | +56  | 7   |
| 3    | Canada  | 3 | 1 | 0 | 2 | 114 | 82  | +32  | 5   |
| 4    | Namibie | 3 | 0 | 0 | 3 | 42  | 186 | -144 | 3   |

#### Quarts de finale
En quarts de finale, la Nouvelle-Zélande défait l'Écosse (30 - 18) pendant que la France se débarrasse de l'Argentine (47 - 26) après une première mi-temps serrée.

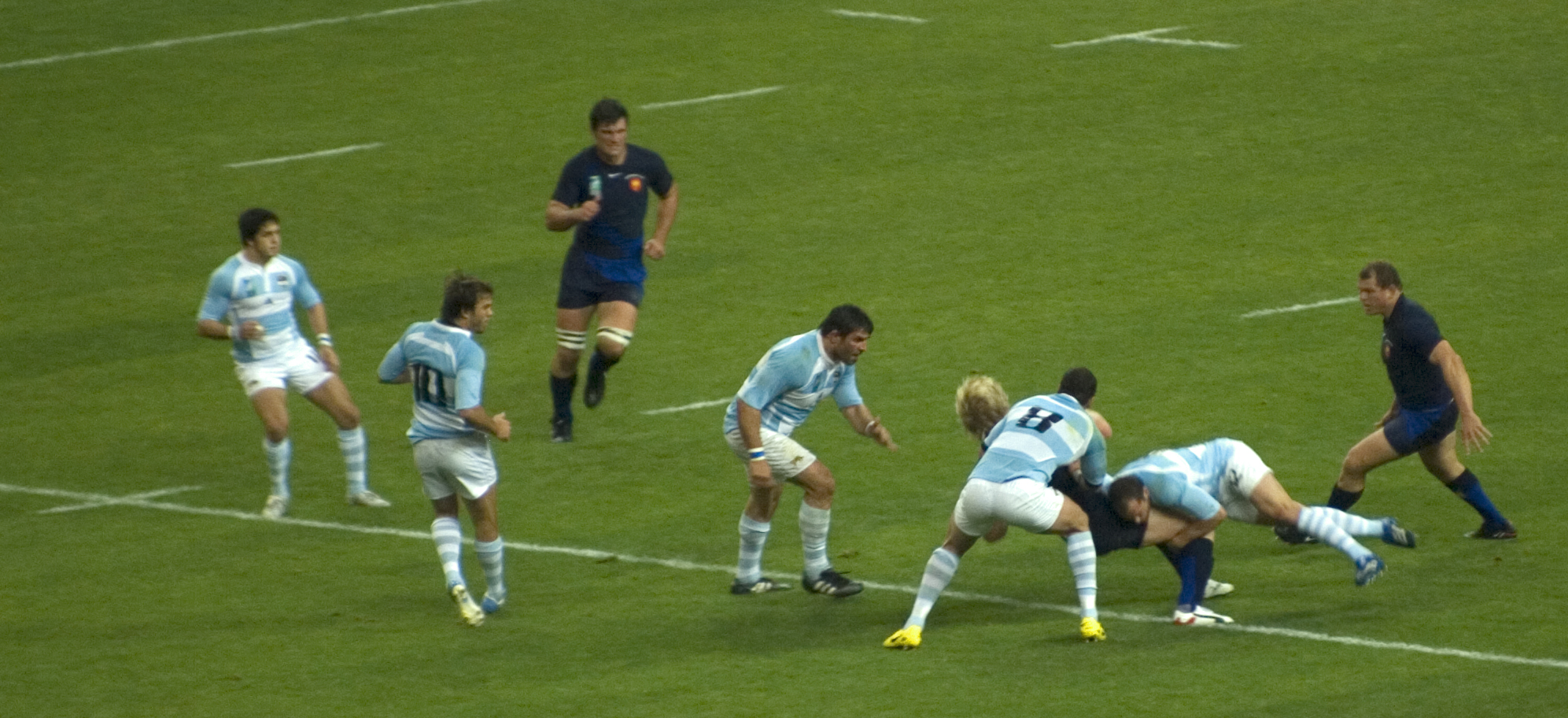
L'Argentine et la France s'affrontant ici, huit ans plus tard, lors de la Coupe du monde 2007, où l'on retrouve Fabien Pelous et Raphaël Ibañez côté français.

L'Argentine avait réalisé l'exploit des barrages en battant l'Irlande (28 - 24) à la surprise générale, la première de la compétition, grâce à leur défense et un pack dominateur,,. En s'invitant parmi les membres des Tri-Nations et des Cinq Nations, l'Argentine se qualifie pour la première fois pour les quarts de finale de la compétition. Elle quitte cette dernière avec les honneurs après sa défaite contre la France, mais entre dans le concert des grandes nations mondiales,.
En effet, la France prend enfin un peu d'envergure et fait preuve de plus de régularité, produisant son meilleur match de la compétition, avec quatre essais de trois-quarts dont un essai mémorable de Philippe Bernat-Salles en début de match,,,. Cette victoire est importante pour la consolidation du groupe, qui profite de la troisième mi-temps pour nouer des liens, s'exprimer sur les non-dits et se projeter, ensemble, sur le défi qui les attend face aux All Blacks. Cependant, dans le contenu, la France n'est pas encore au point et semble surtout ne pas avoir comblé le retard sur la Nouvelle-Zélande par rapport au match joué quelques mois plus tôt,.
De leur côté, les Néo-Zélandais dominent leur quart de finale, malgré une révolte écossaise en début de deuxième mi-temps, et inscrivent quatre essais sous la pluie. Selon les termes du demi de mêlée néo-zélandais Byron Kelleher, son équipe réalise jusqu'alors une Coupe du monde « parfaite » : elle se sent en confiance, forte de ses individualités, en particulier dans la ligne arrière, considérée comme la meilleure du monde, le pack d'avants étant même chargé d'être suffisamment mobile pour trouver des intervalles à ses trois-quarts.
| Dimanche 24 octobre 1999 17 h 0 UTC+1 | Écosse | 18 - 30 (3 - 25) | Nouvelle-Zélande | Murrayfield Stadium, Édimbourg 59 750 spectateurs Arbitre : Ed Morrison |
| Dimanche 24 octobre 1999 17 h 0 UTC+1 | Essai(s) : 2 Pountney (67e) Murray (80e) Transformation(s) : Logan (67e) Pénalité(s) : Logan (21e) Drop(s) : Townsend (49e) |                  | Essai(s) : 4 Umaga (13e, 40e) Wilson (15e) Lomu (61e) Transformation(s) : 2/4 Mehrtens (13e, 15e) Pénalité(s) : 2 Mehrtens (8e, 25e) | Murrayfield Stadium, Édimbourg 59 750 spectateurs Arbitre : Ed Morrison |
| Dimanche 24 octobre 1999 17 h 0 UTC+1 | |                  | | Murrayfield Stadium, Édimbourg 59 750 spectateurs Arbitre : Ed Morrison |

| Dimanche 24 octobre 1999 14 h 30 UTC+1 | Argentine | 026 - 47 (20 - 27) | France | Lansdowne Road, Dublin 40 000 spectateurs Arbitre : Derek Bevan |
| Dimanche 24 octobre 1999 14 h 30 UTC+1 | Essai(s) : 2 Pichot (23e) Arbizu (40e) Transformation(s) : 2/2 Quesada (23e, 40e) Pénalité(s) : 4 Quesada (27e, 39e, 54e) Contepomi (69e) |                    | Essai(s) : 5 Garbajosa (5e, 78e) Bernat-Salles (10e, 75e) Ntamack (28e) Transformation(s) : 5/5 Lamaison (5e, 10e, 28e, 75e, 78e) Pénalité(s) : 4 Lamaison (3e, 34e, 51e, 73e) | Lansdowne Road, Dublin 40 000 spectateurs Arbitre : Derek Bevan |
| Dimanche 24 octobre 1999 14 h 30 UTC+1 | |                    | | Lansdowne Road, Dublin 40 000 spectateurs Arbitre : Derek Bevan |

## Le match

### Composition des équipes
Considéré comme la première star du rugby mondial et la vedette de cette édition de la Coupe du monde, Jonah Lomu n'a pourtant eu un parcours ni typique ni facile.
Atteint depuis ses débuts internationaux d'un syndrome néphrotique, une grave maladie rénale, Lomu est parfois longtemps éloigné des terrains car il a du mal à récupérer de la moindre blessure, ce qui le pousse à entreprendre un long et lourd traitement médical. Il est néanmoins suivi attentivement par le sélectionneur John Hart, qui compte sur lui pour la Coupe du monde 1999.
Lomu doit cependant regagner sa place, mais ses performances, notamment physiques, tardent à être dignes de son véritable niveau, au point que sa sélection pour la Coupe du monde semble compromise. Faisant face en outre à l'émergence de Tana Umaga, il joue très peu en 1999 mais travaille beaucoup pour revenir, toujours soutenu par son sélectionneur. Lomu est diminué par sa condition : il ne produit pas assez d'hémoglobine et il est empêché de suivre un traitement à base d'EPO, pourtant adapté à ses besoins mais interdit à l'époque car considéré comme un produit dopant. Il est finalement sélectionné et aligné en tant que titulaire dès le premier match de la Nouvelle-Zélande face aux Tonga, au cours duquel il marque deux essais. Il monte ensuite en puissance tout au long de la compétition.
Les Néo-Zélandais se présentent en demi-finale soudés et sûrs d'eux, après des résultats avant et pendant la Coupe du monde considérés comme « parfaits ». La composition des All Blacks bénéficie de la totalité de ses forces vives, avec une « ligne d'arrières aux allures de dream team » : Tana Umaga occupe l'aile droite ; Christian Cullen, qui est alors le deuxième marqueur d'essais de l'histoire de la Nouvelle-Zélande avec 46 essais, est repositionné au centre pour permettre le positionnement de Jonah Lomu sur l'aile gauche, tandis que Jeff Wilson (« considéré comme le plus talentueux ») est l'arrière de cette équipe. Le sélectionneur John Hart les décrit comme étant « quatre des plus grands arrières de leur époque », et essaie donc de composer une ligne d'attaque en y incluant toutes ses stars. Afin de les mettre encore plus en valeur et de les placer au centre de sa stratégie d'attaque, il choisit de composer un pack mobile qui permette de créer des décalages, et une charnière à la passe plus rapide : il titularise ainsi le jeune ouvreur Andrew Mehrtens et à la mêlée Byron Kelleher à la place du capitaine Justin Marshall — ce dernier choix devenant l'un des plus contestés de l'histoire du XV à la Fougère,.
Côté français, les résultats mitigés de 1999 laissent des traces et le staff des Bleus, composé du sélectionneur Jean-Claude Skrela, de ses adjoints Pierre Villepreux et Max Godemet, ainsi que du manager Jo Maso, écarte plusieurs joueurs importants, parmi lesquels le demi de mêlée Fabien Galthié (dans le groupe lors de la tournée dans l'hémisphère sud sans avoir joué la moindre minute), l'arrière Jean-Luc Sadourny (pourtant « homme de base des Grands Chelems de 1997 et 1998 ») ainsi que le troisième ligne aile Philippe Benetton. Habituellement confrontée à une mise à disposition tardive de ses joueurs par leurs clubs, la sélection française bénéficie pour la première fois d'une arrivée plusieurs semaines en amont de la compétition afin de mieux la préparer. Malgré des stages commandos avec le GIGN et des intervenants spécialisés dans le team building, la frustration générée par les mauvais résultats pèse sur la cohésion du groupe. Surviennent ensuite les blessures conjuguées de la charnière titulaire aux yeux du staff : le demi de mêlée et stratège Philippe Carbonneau et l'ouvreur Thomas Castaignède. Pendant la phase de poule, les résultats positifs cachent un fond de jeu décevant et inquiétant. Les joueurs restent désunis et de nouvelles blessures ont lieu : le troisième ligne centre Thomas Lièvremont et le demi de mêlée Pierre Mignoni doivent quitter le groupe à leur tour, le départ de ce dernier ouvrant la voie au retour de Fabien Galthié in extremis. Le staff perd ainsi la quasi-totalité de la colonne vertébrale initiale de l'équipe qui a réalisé le Grand Chelem en 1998, à savoir l'axe 2-8-9-10-15, dont il ne reste que le talonneur et capitaine Raphaël Ibañez. Après la victoire contre les Fidji et le quart de finale maîtrisé contre l'Argentine, le groupe retrouve néanmoins de l'enthousiasme et se soude enfin. Rappelé en cours de compétition, Galthié devient l'un des leaders du groupe, avec Raphaël Ibañez, Émile Ntamack, Fabien Pelous et Abdelatif Benazzi.
| Nouvelle-Zélande · Titulaires · (Otago) Jeff Wilson 15 · (Wellington) Tana Umaga 14 · (Wellington) Christian Cullen 13 · 57e (Wellington) Alama Ieremia 12 · (Counties) Jonah Lomu 11 · (Canterbury) Andrew Mehrtens 10 · 77e (Otago) Byron Kelleher 9 · (Otago) Taine Randell 8 · (Otago) Josh Kronfeld 7 · (Canterbury) Reuben Thorne 6 · 71e (Auckland) Robin Brooke 5 · (Canterbury) Norm Maxwell 4 · (Otago) Carl Hoeft 3 · (Otago) Anton Oliver 2 · 57e (Auckland) Craig Dowd 1 · Remplaçants · 57e Daryl Gibson 16 · 77e Justin Marshall 17 · 71e Royce Willis 18 · 57e Kees Meeuws 19 · Tony Brown 20 · Andrew Blowers 21 · Mark Hammett 22 · Entraîneur · John Hart |  | Dessin numérique. Composition des deux équipes de rugby à XV (la Nouvelle-Zélande par des maillots noirs ; la France par des maillots bleus à col blanc) représentées sur un terrain de rugby vert. |  | France · Titulaires · 15 Xavier Garbajosa (Toulouse) · 14 Philippe Bernat-Salles (Biarritz) · 13 Richard Dourthe (Dax) · 12 Émile Ntamack (Toulouse) 76e · 11 Christophe Dominici (Paris) 76e · 10 Christophe Lamaison (Brive) · 9 Fabien Galthié (Colomiers) 76e · 8 Christophe Juillet (Paris) 30e · 7 Olivier Magne (Montferrand) · 6 Marc Lièvremont (Paris) 64e · 5 Abdelatif Benazzi (Agen) · 4 Fabien Pelous (Toulouse) · 3 Franck Tournaire (Toulouse) · 2 Raphaël Ibañez (Perpignan) · 1 Cédric Soulette (Toulouse) 57e · Remplaçants · 16 Ugo Mola 76e · 17 Stéphane Glas 76e · 18 Stéphane Castaignède 76e · 19 Arnaud Costes 64e · 20 Olivier Brouzet 30e · 21 Pieter de Villiers 57e · 22 Marc Dal Maso · Entraîneur · Jean-Claude Skrela |

### L'avant match
Malgré le parcours sans faute de la France, l'opposition entre la Nouvelle-Zélande et la France laisse peu de doute sur l'issue de la rencontre pour les bookmakers, qui voient les All Blacks l'emporter à 20 contre 1. Le troisième ligne français Marc Lièvremont raconte que « certains bookmakers ne proposaient même pas une victoire de la France aux parieurs », du fait des mauvais résultats du XV de France avant la Coupe du monde. Il explique aussi qu'il n'imagine pas lui non plus remporter ce match et qu'il n'y a « pas une osmose extraordinaire au sein du groupe », à cause du mauvais parcours de la France en 1999.
Les derniers entraînements sont tendus : ils sont effectués avec sérieux, mais chaque erreur est vécue avec appréhension. Au contraire, les Néo-Zélandais jouent régulièrement au football pendant la semaine,. Le sélectionneur néo-zélandais déclare même à L'Équipe la veille du match : « Nous sommes trop forts pour être battus par la France ».
Le jour du match, les Français sont très concentrés lors d'une promenade matinale où le discours de Raphaël Ibañez redonne confiance à ses coéquipiers et plus tard, pendant une cérémonie solennelle de remise des maillots, lors de laquelle Skrela lit une lettre de Thomas Lièvremont disant à ses coéquipiers qu'alors que « tout le monde [leur] promet l'enfer noir, [lui, il] garde espoir ».

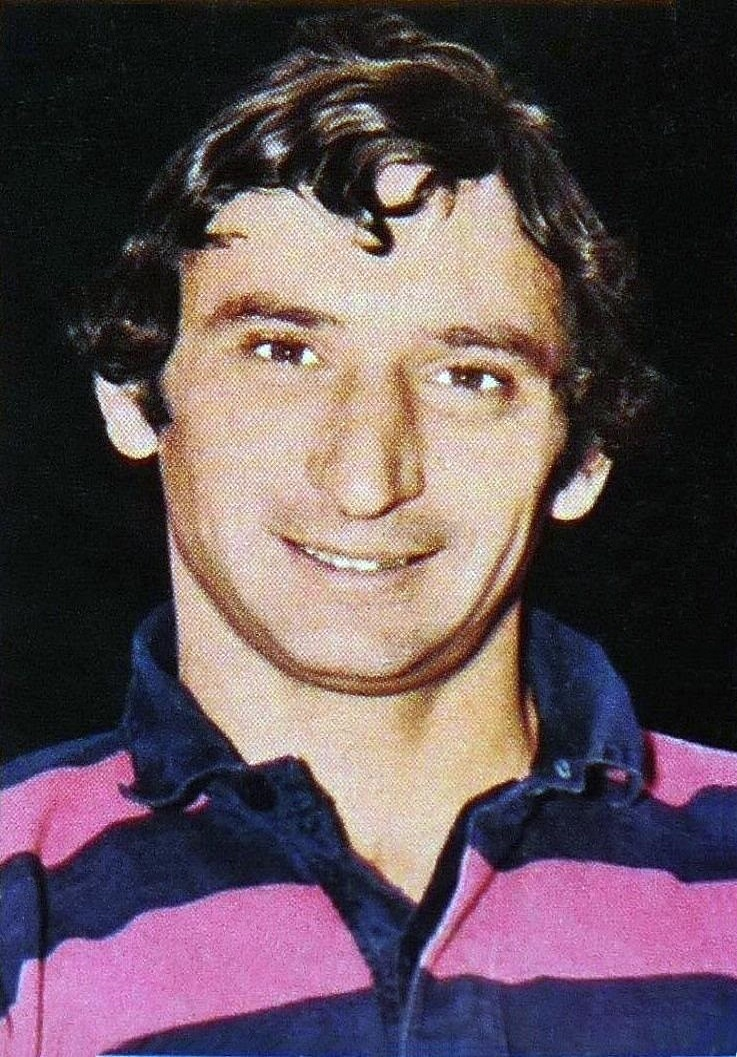
Pierre Villepreux, le sélectionneur de l'équipe de France de 1999, ici en 1971.

Le sélectionneur français Pierre Villepreux révèlera que ses joueurs avaient peur avant le match, mais que paradoxalement, cela les a peut-être aidés à être « prêts ». Pour symboliser ce rapport de force déséquilibré, la presse compare les mensurations de l'ailier français Philippe Bernat-Salles (78 kg) avec celles de son vis-à-vis néo-zélandais et « superstar » de la compétition Jonah Lomu (plus de 100 kg). L'autre ailier français, Christophe Dominici, également de petit gabarit (1,72 m pour 85 kg) fait part de l'impression qu'il a eue en croisant les All Blacks entre le parking et les vestiaires, avant le match, se référant à eux comme des Men in Black dont le dernier membre à descendre du bus est la « montagne » Jonah Lomu. Il explique a posteriori que « la peur, l'appréhension, elle est multiple, face à Lomu. Se faire marcher dessus, c'est une chose, mais subir cette humiliation devant des dizaines de milliers de personnes, les télés du monde entier, les médias, nos familles, c'est ce qu'il y a de pire. Pire encore que la souffrance physique. » Il ajoute que certains ne s'en sont jamais remis, comme Rory Underwood, qui a été balayé par Lomu lors de la Coupe du monde 1995.
L'ouvreur français Christophe Lamaison livre des souvenirs différents. S'il admet que personne ne croit en la France et que les joueurs ne veulent plus aller en conférence de presse, il se souvient qu'« il y avait une vraie joie de vivre, d'être ensemble » et que la préparation a été bonne, pendant la semaine précédant le match : le groupe est concentré, les entraînements sont de très bonne qualité et le XV de France établit des stratégies bien spécifiques. La plus notable est le plan « anti-Lomu », qui consiste à botter le ballon dans le dos de l'ailier pour l'obliger à reculer afin qu'il ne puisse pas arriver lancé vers l'avant avec le ballon, et pour le forcer à effectuer des allers-retours incessants censés le fatiguer, lui qui est jugé rapide mais peu endurant,. Une autre stratégie est de réduire la grande influence et l'efficacité de Josh Kronfeld dans les rucks : pour cela, Cédric Soulette et Marc Lièvremont sont désignés pour être très agressifs dans cette phase de jeu, afin de ralentir les sorties de balle. Enfin, les Français ont observé des lacunes dans la défense néo-zélandaise : ils défendent fort près des regroupements mais se contentent de contrôler derrière sans trop s'engager, sûrs de leur vitesse. En mettant beaucoup de volume, la défense néo-zélandaise pourrait donc être dépassée.

### Conditions du match

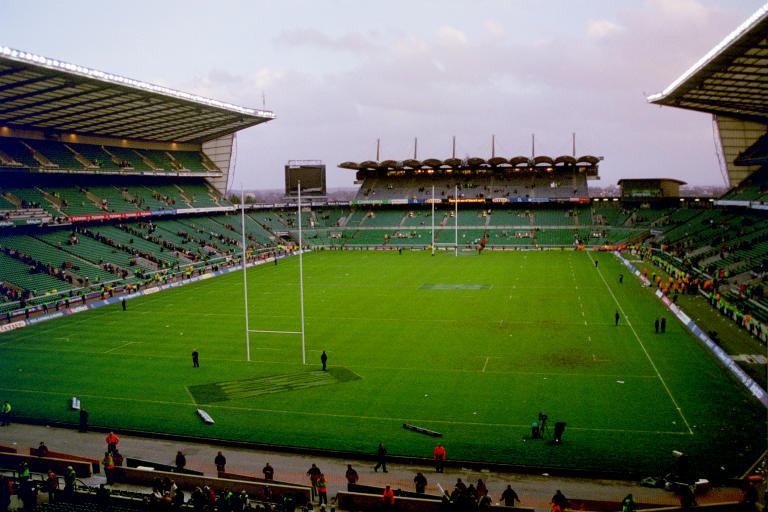
Le stade de Twickenham, à Londres (ici en 2004), où se déroule la rencontre.

Nouvelle-Zélande – France est la deuxième demi-finale de la compétition. Elle se tient au lendemain de la première, qui voit l'Australie l'emporter 27 à 21 contre l'Afrique du Sud.
Par un très beau temps, le coup d'envoi est prévu le 31 octobre 1999 à 15 h locales dans le stade de Twickenham de Londres, l'une des dix-huit enceintes retenues pour accueillir la compétition. D'une capacité de 75 000 personnes, il accueille pour cette demi-finale environ 73 000 spectateurs,.
Twickenham accueille six matchs de cette Coupe du monde, dont les quatre de l'Angleterre (contre l'Italie, la Nouvelle-Zélande et les Tonga en poule, et contre les Fidji en barrage d'accession aux quarts de finale), ainsi que les deux demi-finales.
Le XV de France est installé à Slough, dans la banlieue ouest de Londres « à un embranchement entre deux autoroutes » et où « il fait chaud dans les chambres ». Il reçoit la visite des joueurs de football français Marcel Desailly et Didier Deschamps, qui évoluent à Londres et sont devenus champions du monde de football en 1998.

### Résumé
- Temps: doux
- Terrain: bon

Points marqués :

 Nouvelle-Zélande
- 3 essais :
Lomu 24e, 45e
Wilson 80e
- 2 transformations :
Mehrtens 45e, 80e
- 4 pénalités :
Mehrtens 9e, 18e, 22e, 39e

 France
- 4 essais :
Lamaison 20e
Dominici 56e
Dourthe 60e
Bernat-Salles 75e
- 4 transformations :
Lamaison 20e, 56e, 60e, 75e
- 3 pénalités :
Lamaison 2e, 50e, 54e
- 2 drops :
Lamaison 47e, 49e

Évolution du score : 0 - 3, 3 - 3, 6 - 3, 6 - 8, 6 - 10, 9 - 10, 14 - 10, 17 - 10 mt 22 - 10, 24 - 10, 24 - 13, 24 - 16, 24 - 19, 24 - 22, 24 - 27, 24 - 29, 24 - 34, 24 - 36, 24 - 41, 24 - 43, 29 - 43, 31 - 43
Avertissements
- Xavier Garbajosa  (17e)
- Raphaël Ibañez  (35e)

Arbitre : Jim Fleming 
Assistants : Ed Morrison  et Brian Campsall 

#### Première mi-temps
Juste avant le coup d'envoi, face au traditionnel haka Ka mate lancé par le capitaine Taine Randell, la France répond à la guerre psychologique du regard puis par une deuxième Marseillaise entre joueurs, menée par Raphaël Ibañez et reprise à pleins poumons par ses coéquipiers malgré plusieurs appels de l'arbitre,,. Les Français sont « transformés, dans un état second », certains sont très émus, ils se sentent prêts et libérés,.
L'ouvreur français, Christophe Lamaison, tape le coup d'envoi. Dès le début du match, la charnière bleue évite de jouer sur l'aile gauche néo-zélandaise, la zone de Jonah Lomu, en tapant des petits coups de pied par-dessus le premier rideau défensif ou au contraire de longs coups de pied derrière les ailiers. Cette stratégie permet aussi d'occuper le camp néo-zélandais et Lamaison ouvre le score à la 5e minute (0 - 3). Cependant, la discipline française est mauvaise et l'arbitre écossais Jim Fleming siffle de nombreuses pénalités, principalement pour hors-jeu. L'ouvreur néo-zélandais Andrew Mehrtens marque ainsi deux pénalités sur quatre tentatives pour repasser devant au score (6 - 3 à la 18e minute).
Après avoir réceptionné le ballon dans ses 22 mètres, Lamaison amorce une relance, et sur le temps de jeu suivant, Fabien Galthié trouve Christophe Dominici, qui transperce la défense adverse jusqu'à échouer à 5 mètres de la ligne d'essai, Christian Cullen le rattrapant in extremis. La défense tente de se réorganiser, mais Richard Dourthe vient sortir le ballon du ruck, et après avoir envisagé de partir seul à gauche, il change de côté pour Lamaison qui l'appelle en arrivant lancé : celui-ci reçoit le ballon, franchit sans opposition la ligne de défense et va aplatir entre les poteaux,,,. Lamaison transforme lui-même l'essai et la France mène 6 à 10 après vingt minutes de jeu.

« L'essai est d'une rare qualité, il n'y a rien de faux. Tout le rugby y est : oser contre-attaquer, trouver un bon soutien, libérer une balle vite, traverser la défense, aller du côté où les adversaires ne sont pas... Quand on fait cette analyse-là, le rugby est facile à jouer. »

— Pierre Villepreux, en 2016, lui qui avait inventé le terme d'« intelligence situationnelle » cette même année de 1999.
La Nouvelle-Zélande répond immédiatement par une pénalité de Merthens (9 - 10 à la 22e). Sur le renvoi, les All Blacks sécurisent le ballon et Byron Kelleher tape une chandelle : alors que Dominici est bien placé, il laisse Xavier Garbajosa jouer le duel, arrivant lancé et l'ayant appelé. Mais Tana Umaga arrive lui aussi à toute vitesse et perturbe la réception de Garbajosa, qui laisse filer le ballon. Dominici parvient à récupérer le ballon mais subit la pression des avants néo-zélandais. Le ballon change de main et parvient à Jonah Lomu après une passe sur un pas de Cullen. Le puissant ailier enclenche la marche avant et rien ni personne ne pourra l'arrêter : il élimine successivement Philippe Bernat-Salles, qui tente d'intercepter le ballon du bout du pied ; Christophe Lamaison, qui subit un puissant raffut ; Émile Ntamack, qui prend un crochet intérieur alors que le centre français tente de l'emmener vers l'extérieur ; Abdelatif Benazzi, qui rebondit sur Lomu et fauche Cédric Soulette qui venait en renfort ; Christophe Juillet, qui s'accroche à son maillot mais se fait éjecter ; Lomu pivote à 360 ° puis plonge aux pieds de Ntamack, Garbajosa et Galthié pour aplatir,. Avec cet essai qui rappelle celui qu'il a inscrit contre les Anglais lors de la Coupe du monde 1995, Jonah Lomu marque son 7e essai de la compétition et son 24e essai en 37 matchs internationaux,. Il porte le score à 14 - 10, Mehrtens manquant la transformation,.

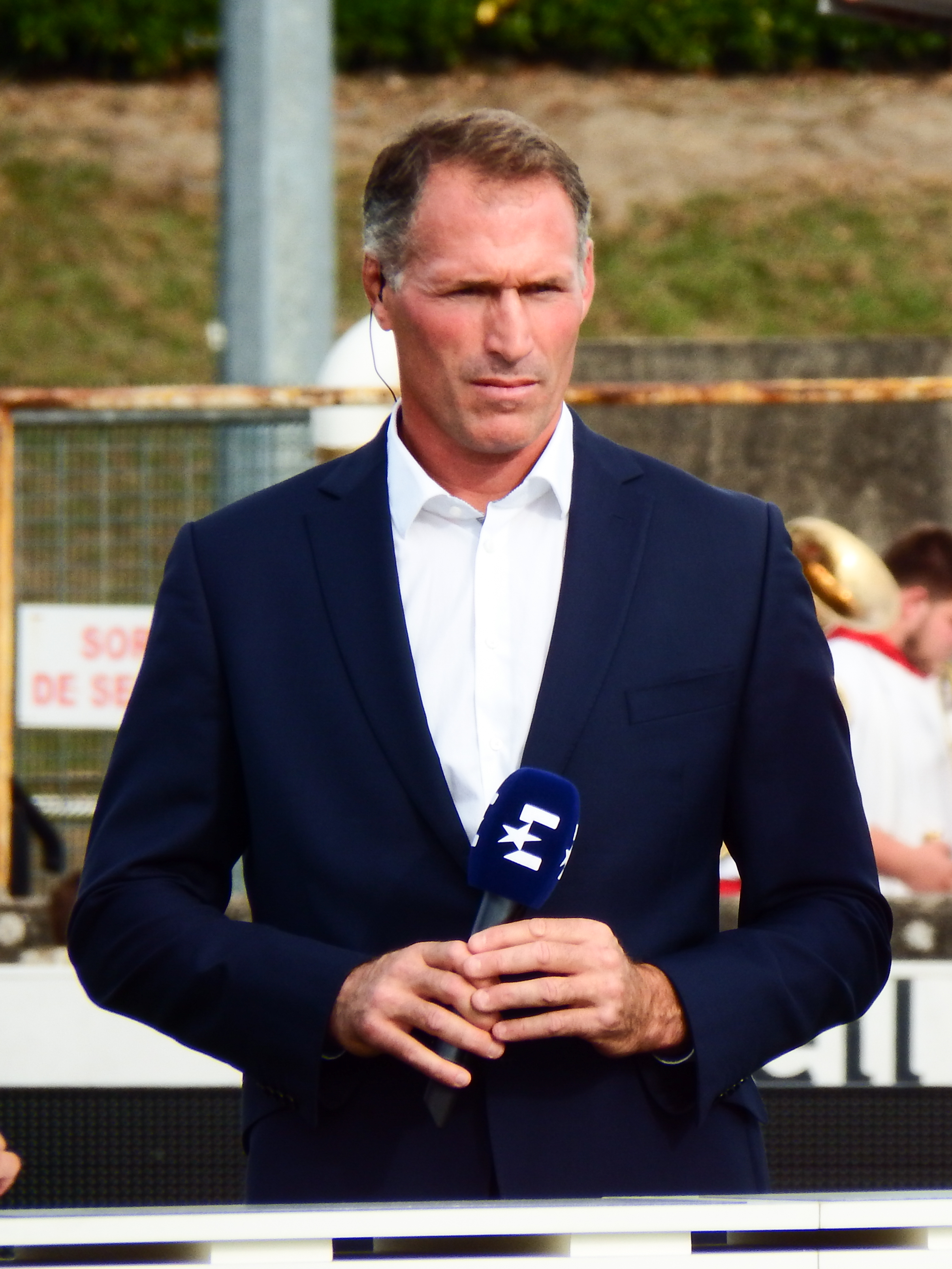
Olivier Magne en 2016.

Les Français ont une belle occasion d'essai, Dominici transperçant la défense néo-zélandaise puis poussant le ballon au pied derrière son vis-à-vis ; Garbajosa suit, le ballon rebondit devant lui et il tape à suivre, mais trop fort : le ballon finit en ballon mort,. Quelques minutes plus tard, après une chandelle mal réceptionnée par Umaga, les Français récupèrent le ballon sur la ligne de leurs 22 mètres et enclenchent une relance : le ballon traverse la largeur du terrain jusqu'à Olivier Magne en position d'ailier, qui raffute Mehrtens, gagne 30 mètres et tape à suivre en voyant Jeff Wilson se présenter devant lui. Bernat-Salles a suivi et est à la lutte avec Lomu et Wilson : ce dernier et l'ailier français se jettent sur le ballon juste avant l'en-but et ne parviennent pas à s'en saisir ; le ballon poursuit sa course dans l'en-but et un deuxième duel a lieu entre Magne et Lomu, que semble remporter le Français, mais l'arbitre n'accorde pas l'essai. Cette décision engendre une polémique, l'arbitre justifiant sa décision en prétextant que Wilson a aplati en premier, ce qui n'est pas possible, lui et Bernat-Salles s'étant écroulés avant la ligne,.
Les deux équipes se livrent une belle bataille, mais sont beaucoup pénalisés par Flemming, jusqu'à ce que Mehrtens ne creuse davantage l'écart en inscrivant une pénalité à la 39e minute. Il a une nouvelle occasion de marquer trois points juste avant la pause, mais sa tentative du bord de touche à gauche échoue à droite des poteaux. Quand l'arbitre siffle la mi-temps, la Nouvelle-Zélande mène 17 à 10,.

#### Pause

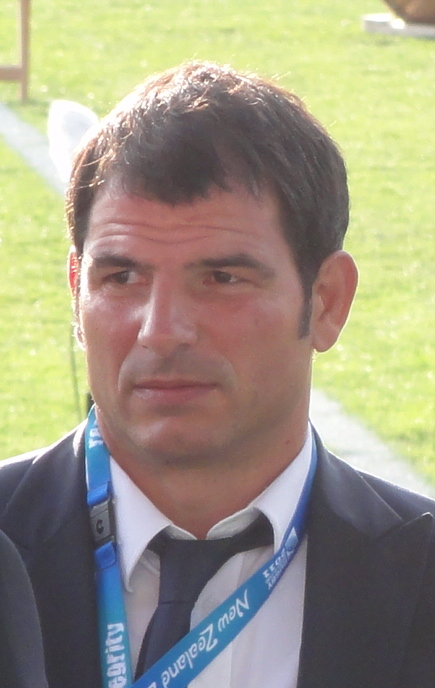
Marc Lièvremont en 2011, en tant que sélectionneur des Bleus lors de la Coupe du monde.

Sans véritablement dominer, la Nouvelle-Zélande maîtrise son match et vire en tête à la pause. La première mi-temps a été brutale, les Français ayant décidé de défier les All Blacks physiquement : le troisième ligne Josh Kronfeld subit notamment deux « fourchettes » en 10 minutes, ce qui l'aurait gêné pendant tout le match ; Richard Dourthe met de gros tampons au demi de mêlée Byron Kelleher et au très tonique centre Tana Umaga, à qui il arrache des dreadlocks qu'il ramène comme un trophée ; au total, lors de la seule première mi-temps, les Français commettent treize fautes, et l'arbitre a déjà distribué deux cartons jaunes : Xavier Garbajosa à la 17e minute et Raphaël Ibañez à la 35e. Dans le couloir qui mène aux vestiaires, l'arbitre Jim Fleming avertit le capitaine français, Raphaël Ibañez, que l'indiscipline française est trop importante, et que si les règles expérimentales sur les exclusions temporaires dans le championnat anglais étaient suivies, les Français devraient déjà avoir été réduits à 14 à au moins deux reprises.
Pendant la pause, bien que menés, les Français sentent que leurs adversaires doutent. Plusieurs joueurs prennent la parole dans les vestiaires et même le discret Marc Lièvremont y va de sa harangue : « Eh ! les gars, vous ne voyez pas qu'ils commencent à gamberger, qu'on leur fait mal ? Dès qu'on se met à jouer, on les pousse à la faute ! Vous ne sentez pas le doute dans leurs regards ? Ça ne se passe pas comme prévu pour eux. On tient le bon bout, les gars. Faut insister, ça va passer ! »,,. Les Français prennent conscience que les Néo-Zélandais doutent et reviennent sur le terrain « transcendés ».

#### Deuxième mi-temps

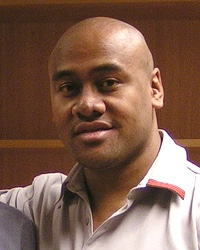
Jonah Lomu en 2004.

Le début de seconde période est néanmoins difficile pour le XV de France qui encaisse un essai après cinq minutes seulement. Après un dégagement de Lamaison que réceptionne Wilson sur la ligne médiane, celui-ci combine avec Jonah Lomu — un mouvement travaillé à l'entraînement —, qui slalome dans la défense française, « coupable et passive » : certains joueurs n'osent pas plaquer le géant néo-zélandais, à l'image de Xavier Garbajosa s'effaçant à la vue du colosse, ce qui entraîne l'essai du Néo-Zélandais malgré un ultime plaquage de Galthié. L'arrière français gardera cette culpabilité de longs mois,,,. Selon Yann Sternis, « le redoublement [de Lomu] comme sa course respirent l'intelligence de jeu. La facilité avec laquelle il vient de pénétrer dans la défense française déconcerte ». Après la transformation de Wilson, la Nouvelle-Zélande mène 24 à 10 ; la France semble sous le choc, et pour les observateurs, avec déjà 14 points de différence, le match est plié,,.
Pourtant, les Français n'abdiquent pas et les avants, avec Benazzi en fer de lance, mènent le jeu face au pack adverse : sur les deux possessions offensives françaises suivantes, l'ouvreur Christophe Lamaison enchaîne deux drops qui compensent quasiment l'essai adverse et permettent ainsi d'entretenir l'espoir (47e et 49e ; 24 - 16),.
Le tournant du match arrive quelques minutes plus tard, à partir de la 53e minute. Les Français se montrent très déterminés à renverser le match, à l'image des grosses charges défensives de Richard Dourthe. Umaga et ses coéquipiers deviennent fébriles et commettent des fautes. Lamaison ne manque pas l'occasion de ramener les siens en enchaînant deux pénalités coup sur coup : la France n'est plus menée que 24 à 22 à la 55e minute et la dynamique est clairement française. Une Marseillaise résonne dans un Twickenham « subjugué ».

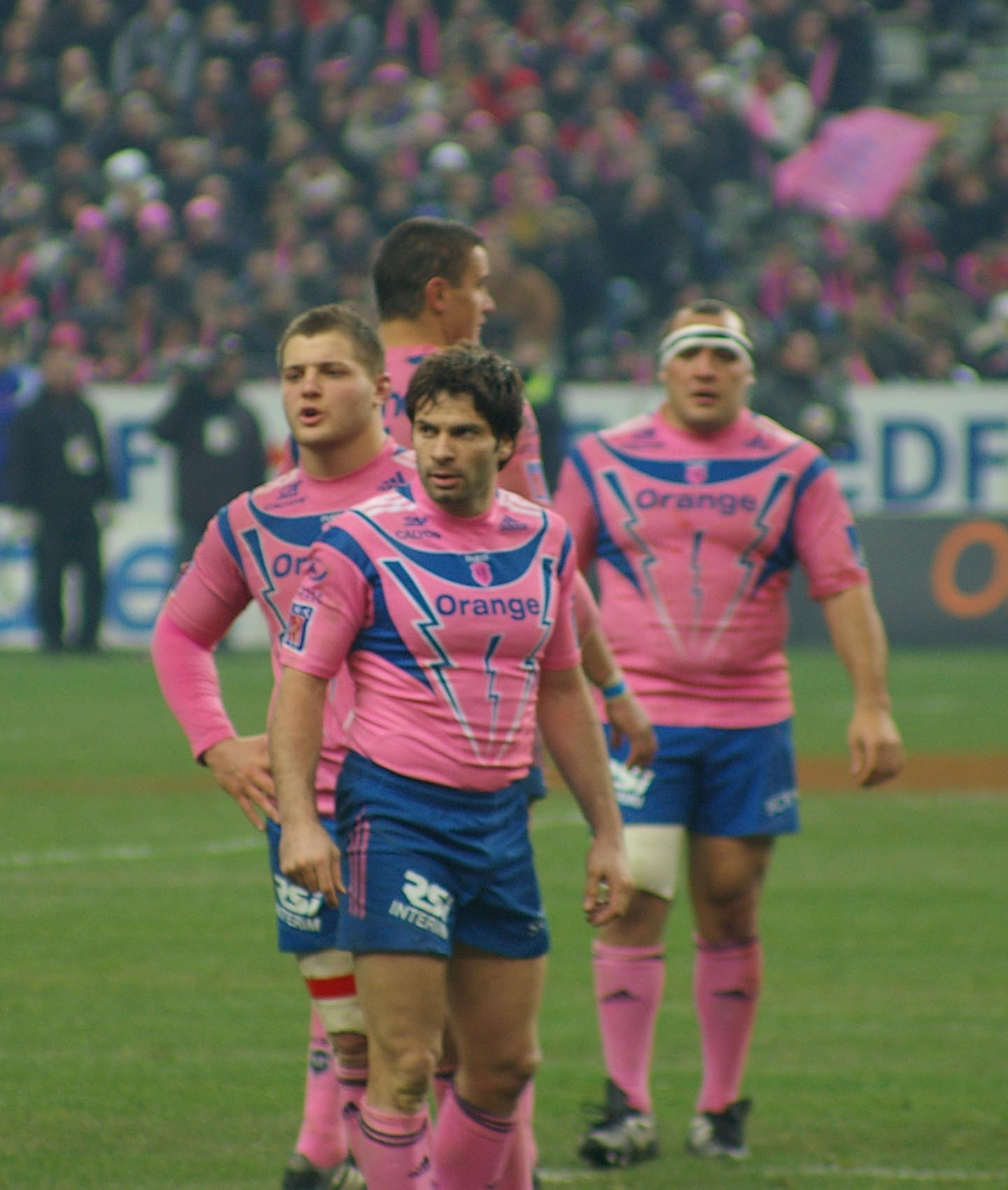
Christophe Dominici (en premier plan) en 2007.

Dès la minute suivante, sur un ruck gagné par les Français, Galthié voit que l'arrière néo-zélandais est consommé dans le regroupement et tape donc un coup de pied à suivre vers la zone qu'il ne peut couvrir. Dominici suit à toute vitesse et profite d'un rebond favorable et d'un placage manqué de Mehrtens pour filer vers la ligne d'essai,,. Après la transformation de Lamaison, et alors qu'elle accusait un retard de 14 points 10 minutes plus tôt, la France repasse devant au score pour mener 24 à 29. Les Français continuent d'asphyxier les Néo-Zélandais en défense et d'attaquer à fond au moindre ballon, et les avants se montrent particulièrement agressifs. Quatre minutes plus tard, ces derniers se retrouvent à 5 mètres de la ligne d'en-but adverse après un maul qui a progressé de près d'une vingtaine de mètres : voyant la défense néo-zélandaise bien en ligne, Lamaison choisit de taper par-dessus ; les deux centres français suivent et Richard Dourthe est à la conclusion de cette passe parfaitement dosée, de justesse devant Wilson,. Une action travaillée à l'entraînement,. À la 60e minute, les Français viennent d'infliger 26 points d'affilée en un quart d'heure et mènent 24 à 36,, ce qui fait réagir le stade : les Anglais chantent « Allez les Bleus ! » et les Néo-Zélandais semblent « groggys, asphyxiés ».
Peu après, à la suite d'une nouvelle pénalité pour les Français dans les 22 mètres néo-zélandais, les Bleus choisissent une pénaltouche plutôt que de prendre les points et se mettre à l'abri de deux essais transformés, à la surprise générale.

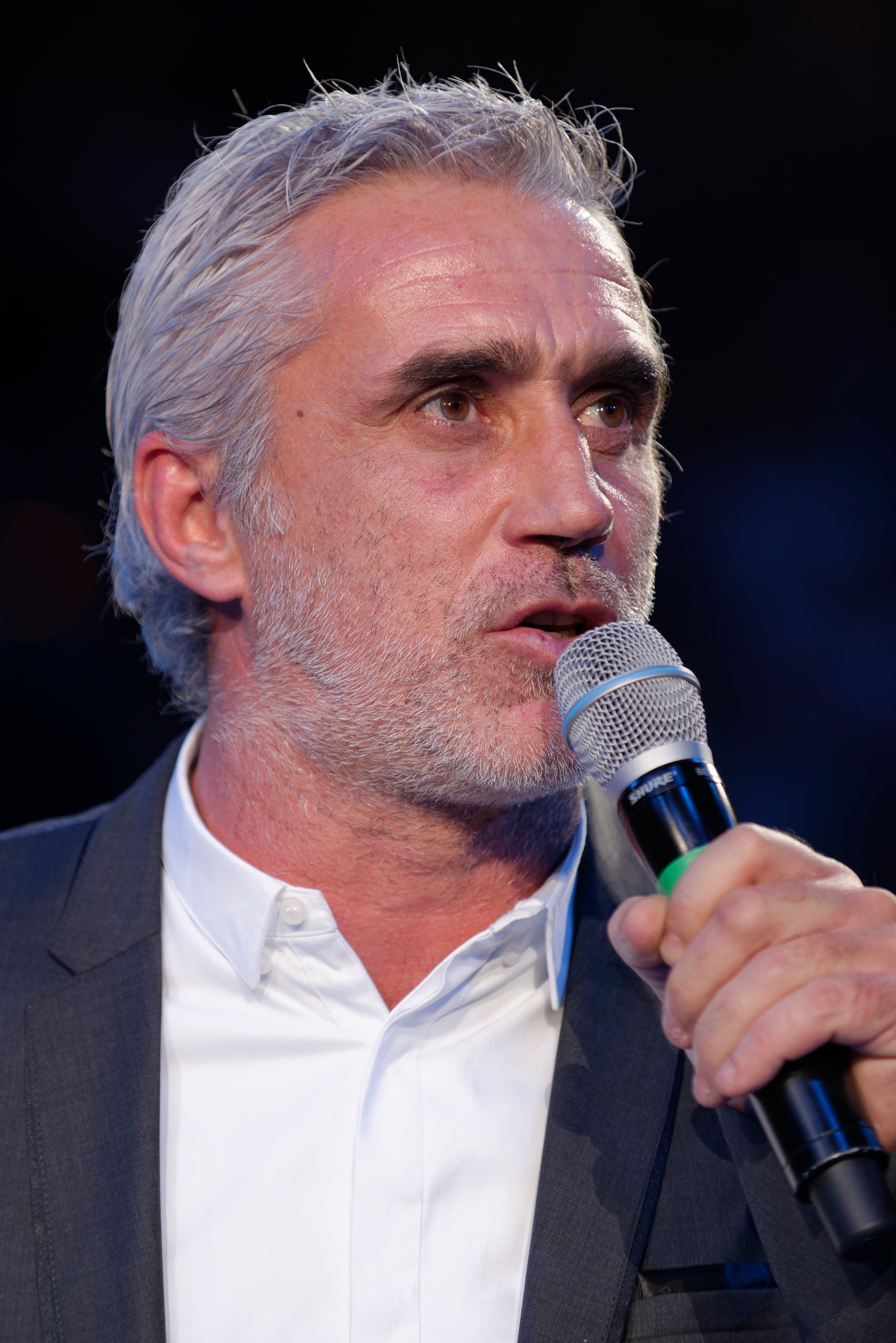
Philippe Bernat-Salles en 2013.

Les All Blacks n'abdiquent donc pas et remettent la marche avant. Après une belle combinaison de trois-quarts, Wilson s'approche dangereusement de la ligne d'en-but française sur l'aile droite, mais est propulsé in extremis en touche par Garbajosa et Galthié. À l'image de cette action, les Français ne lâchent rien en défense et les Néo-Zélandais se désorganisent et commettent des fautes de main. C'est ainsi qu'alors que ces derniers acculent les Français dans leurs 22, Umaga ne parvient pas à maîtriser une passe à hauteur de son ouvreur et le ballon tombe par terre ; Lamaison est le plus prompt et donne un puissant coup de pied dedans. Alors que Wilson et Magne sont au duel pour récupérer le ballon qui file vers les 22 néo-zélandais, ce dernier est le premier arrivé et prolonge du pied tandis que Philippe Bernat-Salles déboule entre lui et Wilson, profite de rebonds favorables et se saisit du ballon à un mètre de la ligne d'essai pour aplatir malgré le retour de Wilson, portant ainsi le coup de grâce aux Néo-Zélandais,,,. Après la transformation de Lamaison, le score est porté à 24 - 43.
Entre la 45e et la 75e minute, les Français viennent d'infliger un 33 - 0 aux All Blacks,,. Les joueurs français ne sont plus tout à fait concernés par les dernières minutes du match, empreintes d'une certaine euphorie. Plusieurs d'entre eux cèdent leur place aux remplaçants — Ugo Mola, Stéphane Glas et Stéphane Castaignède — pour partager ce moment, tandis que l'émotion est également palpable sur le bord du terrain.
L'écart est trop important et l'essai de Wilson sous les poteaux à la toute dernière minute du match n'y changera rien. Après son ultime transformation, le score final est de 31 à 43, et selon Aymond et Habib, « le XV de France vient de réaliser le plus bel exploit de son histoire rugbystique ».
Tandis que certains joueurs néo-zélandais rentrent directement aux vestiaires, Jonah Lomu, d'abord immobile sur le terrain les mains sur les hanches, va féliciter les Français un par un,. Les Bleus font un tour d'honneur, qui est copieusement applaudi par un public reconnaissant « probablement la performance la plus courageuse jamais vue dans l'histoire de cette compétition »,,.

### Statistiques
L'analyse à froid des statistiques confirme la sémantique du surnom de ce match : le « miracle de Twickenham », selon Adrien Corée, de L'Équipe. Les Français sont en effet énormément pénalisés, avec 23 fautes sifflées contre eux, tandis que les Néo-Zélandais l'ont été deux fois moins (11). Malgré des prestations remarquées, notamment de Richard Dourthe et Fabien Galthié, les Français finissent le match avec un pourcentage de réussite au placage assez bas (76, contre 86), ce qui aurait dû les mettre beaucoup plus en danger ; il faut aussi considérer que sur ses deux seuls essais, Jonah Lomu élimine 13 défenseurs français.
La victoire française s'explique ainsi par son réalisme : Christophe Lamaison a été chirurgical au pied, réussissant 9 coups de pied (4 transformations, 3 pénalités et 2 drops) pour autant de tentatives, notamment à un moment fatidique, quand la France est menée 10 - 24 et que Lamaison passe deux pénalités et deux drops en moins de 10 minutes. Andrew Mehrtens n'a pour sa part qu'un taux de réussite de 60 % et les All Blacks ont eu plus de mal à conclure leurs occasions d'essai que les Bleus, avec 14 franchissements pour les premiers contre 6 pour les seconds. Avec 34 coups de pied (contre 23), l'ouvreur français a aussi beaucoup déplacé le jeu et fait gagner du terrain à son équipe, en plus d'être efficaces offensivement, puisque 3 des 4 essais français font suite à un coup de pied (dont l'un de Galthié).

#### Statistiques globales
| Nouvelle-Zélande               | Statistiques                                        | France       |
| ------------------------------ | --------------------------------------------------- | ------------ |
| Points marqués                 |                                                     |              |
| 3                              | Essais                                              | 4            |
| 2/3                            | Transformations                                     | 4/4          |
| 4/7                            | Pénalités                                           | 3/3          |
| 60 %                           | % efficacité au pied                                | 100 %        |
| 0/0                            | Drops                                               | 2/3          |
| Coups de pied, passes, courses |                                                     |              |
| 23                             | Coups de pied                                       | 34           |
| 138                            | Passes                                              | 83           |
| 95                             | Courses                                             | 76           |
| 456                            | Mètres parcourus avec le ballon                     | 453          |
| Phase d'attaque                |                                                     |              |
| 43 (50/40)                     | % possession totale (1re mi-temps / 2e mi-temps)    | 57 (50/60)   |
| 14                             | Franchissements                                     | 6            |
| 29                             | Défenseurs battus                                   | 12           |
| 15                             | Passes après contact                                | 6            |
| 56/59 (94,9)                   | Rucks gagnés (%)                                    | 50/56 (89,3) |
| 0/0                            | Mauls gagnés                                        | 0/0          |
| 16                             | Turnovers concédés                                  | 12           |
| Phase de défense               |                                                     |              |
| 75/12 (86)                     | Plaquages effectués/manqués (%)                     | 91/29 (76)   |
| Conquête                       |                                                     |              |
| 7/1 (87,5)                     | Mêlées sur propre introduction gagnées/perdues (%)  | 4/1 (80)     |
| 13/2 (86,7)                    | Touches sur propre introduction gagnées/perdues (%) | 8/3 (72,7)   |
| Discipline                     |                                                     |              |
| 9                              | Pénalités concédées                                 | 20           |
| 0                              | Cartons jaunes                                      | 2            |
| 0                              | Cartons rouges                                      | 0            |

#### Statistiques individuelles
| Nouvelle-Zélande     | Statistiques                                              | France                                                      |
| -------------------- | --------------------------------------------------------- | ----------------------------------------------------------- |
| Andrew Mehrtens (16) | Points inscrits                                           | Christophe Lamaison (28)                                    |
| Jeff Wilson (92)     | Mètres parcourus avec le ballon                           | Christophe Dominici (114)                                   |
| Jonah Lomu (10)      | Défenseurs battus                                         | Christophe Dominici (5)                                     |
| Byron Kelleher (42)  | Passes effectuées                                         | Fabien Galthié (48)                                         |
| Josh Kronfeld (12/1) | Meilleurs plaqueurs (réussis/ratés)                       | Olivier Magne (10/1)                                        |
| Norm Maxwell (5/1)   | Ballons attrapés en touche (propre lancer/lancer adverse) | Fabien Pelous (2/1) Olivier Brouzet Abdelatif Benazzi (3/0) |

### Réactions et analyse

#### Réactions des protagonistes

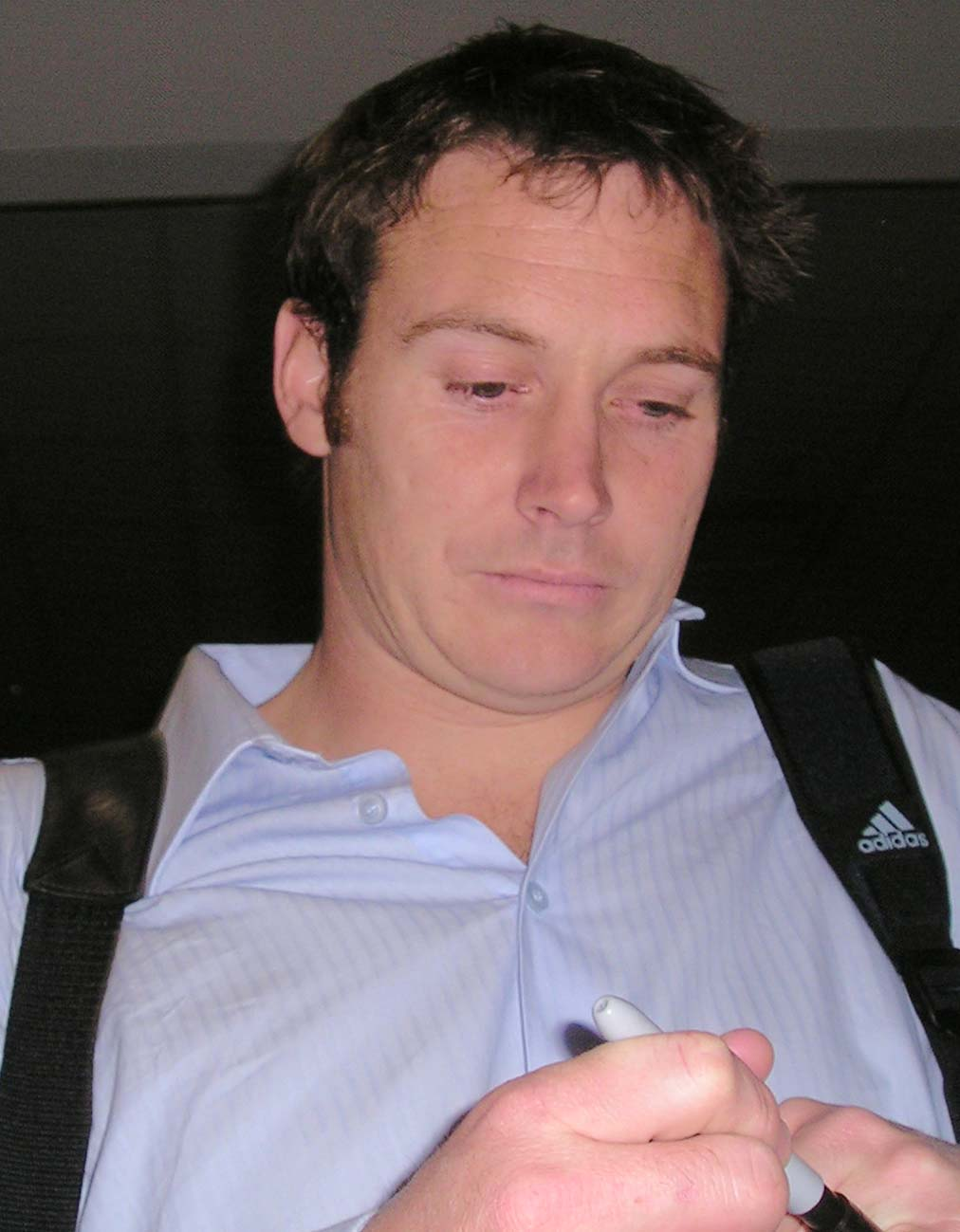
Andrew Mehrtens en 2008.

Dans les vestiaires néo-zélandais, l'abattement est total, les joueurs sont assis immobiles, même quand Max Godemet fait son irruption pour échanger le maillot de Christophe Lamaison avec celui d'Andrew Mehrtens. Ils sont abasourdis par le revirement de situation en faveur des Français :

« Nous n'avons pas traité la France avec autant de respect que nous aurions dû, regrette Craig Dowd, la mâchoire serrée. Mais ce match... le ballon avait une forme étrange, les rebonds prenaient des directions insolites, ils atterrissaient toujours dans leurs mains, comment pouvions-nous stopper ça ? »

— Craig Dowd.

« Ça ne s'explique pas. Je crois que tu peux parler avec les All Blacks de toutes les générations, ils vont te dire qu'ils n'ont jamais vu un match qui bascule comme ça. »

— Byron Kelleher.

Le flanker Josh Kronfeld porte un jugement plus dur sur son équipe et le contenu du match : 

« Nous étions très confiants dans ce dont nous étions capables. En réalité, nous étions une équipe d'individus et de superstars sans une grande capacité, lorsqu'elle était en difficulté, à prendre du recul et à jouer en équipe pour générer une victoire. [...] [Cullen] était un excellent arrière, mais en fin de compte, le comité de sélection essayait d'intégrer le plus grand nombre possible de ses superstars dans l'équipe. [...] Je me souviens qu'un sentiment de panique a commencé à s'installer, parce que c'était la Coupe du monde et toute cette pression. Je me souviens avoir dit : « Nous devons faire ceci, cela et cela, et suivre le plan », et nous ne l'avons pas fait. […] Ensuite, lorsque vous ajoutez toutes les petites choses supplémentaires, la joie de la foule, le jugement de l'arbitre et le rebond du ballon, l'essence de la panique, toutes ces choses nous ont éloignés de plus en plus de notre but. »

— Josh Kronfeld.
Le sélectionneur John Hart et Kronfeld rapportent aussi plusieurs brutalités commises par les Français, notamment les « fourchettes » dans les regroupements, mais tous deux s'accordent sur le fait que c'était courant à cette époque et que c'était un élément avec lequel composer,,.
Le sélectionneur néo-zélandais regrette l'approximation technique et le manque de maîtrise émotionnelle de son équipe : « Ça a tourné à la panique, l'équipe a dérivé. Chacun regardait son voisin pour qu'il fasse quelque chose. La réalité est qu'on manquait d'expérience, de leadership. En 1997 puis en 1998, nous avions perdu Sean Fitzpatrick, un grand leader, mais aussi Zinzan Brooke, un génie tactique, Michael Jones, le meilleur joueur que j'aie vu sur un terrain, Olo Brown, qui contrôlait notre mêlée, et Frank Bunce, un arrière d'expérience. Quand j'y réfléchis, je pense que cette équipe all black était la moins expérimentée envoyée à une Coupe du monde. » Il ajoute : « Nous avons simplement fait trop d'erreurs et les Français ont capitalisé. [...] Je déteste penser au nombre de ballons que nous avons perdus aujourd'hui. »
Côté français, on évite de revenir en conférence de presse depuis plusieurs jours, les Bleus ayant été malmenés par celle-ci, mais Christophe Lamaison accepte finalement de se confier sur le match : il s'est inspiré du match contre l'Angleterre deux ans plus tôt, dans le même stade, pour se convaincre que « cette montagne noire n'était pas un sommet ». Il se dit « fier d'avoir gagné avec la manière » et prend pour témoin les spectateurs majoritairement anglais acquis à la cause des Français : « Vu le jeu qu'on a déployé, et contre la « meilleure » équipe du monde, le public a compris qu'il fallait soutenir cette équipe de France ».

#### Réactions et analyses des journalistes
Ce match est largement considéré comme la plus grosse surprise de l'histoire de la compétition — voire du sport —, et la remontée des Français en deuxième mi-temps comme le plus gros renversement de l'histoire du rugby,,,,,,,,, et l'un des plus grands du sport en général.
Les journalistes néo-zélandais « avaient l'air absolument bouleversés, comme si on leur avait fait une blague cosmique », se rappelle le journaliste anglais Huw Richards d'ESPNscrum qui a vécu le match à leurs côtés. L'ancien All Black Grant Fox déclare après le match : « Nous entrons maintenant en deuil pour quatre ans ». En Nouvelle-Zélande, le match s'étant joué la nuit, le lundi suivant est placé sous le signe du deuil, appelé Black Monday (lundi noir), à l'initiative d'une radio locale. Les répercussions touchent même la sphère politique, peu avant des élections générales et l'État ayant lui-même perdu une « somme à six chiffres » en ayant parié pour son équipe nationale, tandis que les bookmakers ont perdu tout leur bénéfice au profit des quelques opportunistes ayant parié sur la France,.
Les Britanniques louent la spécificité des Français à accomplir des exploits alors qu'ils ne sont pas favoris, usant régulièrement du terme « Révolution » ou de titres français comme « Magnifique ». Dans le Daily Telegraph, Paul Hayward se demande : « Était-ce le plus grand match jamais joué ? ». Ils font aussi de la France le porte-étendard de l'hémisphère nord qui en a sauvé l'honneur (The Guardian). En contraste avec la première demi-finale ayant eu lieu la veille dans le même stade entre l'Afrique du Sud et l'Australie, qui a été une « impressionnante guerre d'usure » et une litanie de pénalités, ce Nouvelle-Zélande - France a proposé un spectacle « à couper le souffle »,. Simon Barnes, du Times, se montre dithyrambique : « [après un match] aussi rare, un moment à savourer, la finale sera forcément décevante, mais aussi la plupart des matches de rugby, et des événements sportifs en général », rejoint par le journaliste du Daily Mail qui parle de « splendeur absolue ». Dans son compte-rendu d'après-match, Scrum.com estime que « la France a provoqué un bouleversement aux proportions titanesques pour apporter à ce tournoi la finale nord-sud que tout le monde espérait. Ce faisant, ils ont confondu les bookmakers, la presse et les All Blacks qui ne croiront plus jamais tout ce qu'ils liront sur papier ». Le site estime que les All Blacks ont sous-estimé leurs adversaires, ont commis trop de fautes de main et ont largement terni leur image d'indestructibles, les Français ayant « impitoyablement exploité » les moindres failles, faisant ainsi un pied de nez à une presse qui ne les a pas respectés.
Le quotidien français L'Équipe consacre sa une du lendemain au match, avec une photographie des Français levant les bras autour de Néo-Zélandais à terre sous le titre « Énorme ! ». Pierre-Michel Bonnot met en avant l'« invraisemblable exploit d'infliger aux All Blacks la plus cuisante défaite de leur histoire au terme d'un match ébouriffant ». Il utilise lui aussi le terme de « miracle » lors duquel à chaque coup de force néo-zélandais répond un coup de cœur français.

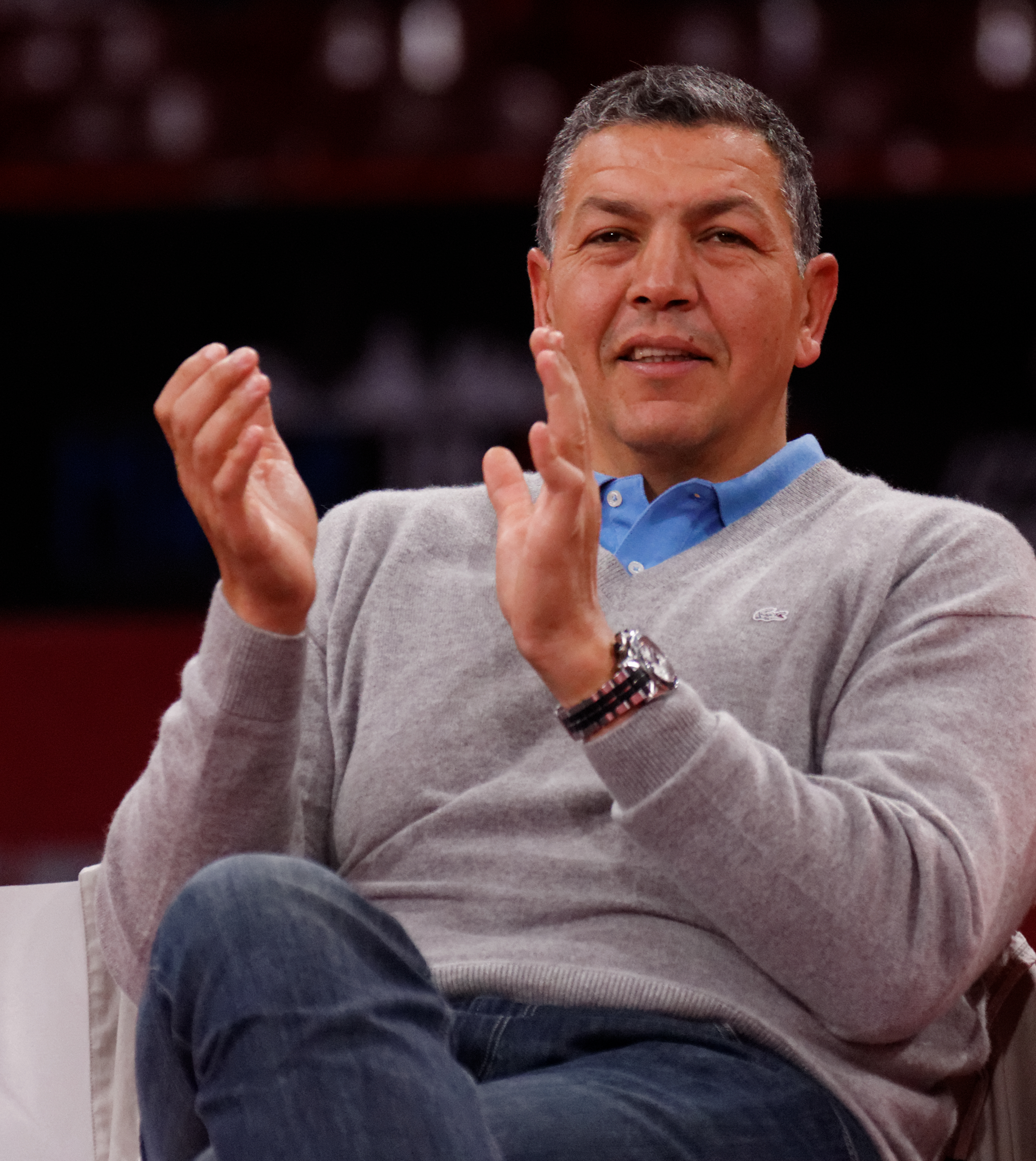
Abdelatif Benazzi en 2013.

La performance de Christophe Lamaison est systématiquement mise en avant, lui qui n'était pas titulaire à l'ouverture au début de la compétition : auteur de 28 points (sans faute) et d'un full house, les journalistes ont qualifié sa prestation de parfaite dans tous les aspects sauf en défense, signalant qu'il a « complètement surclassé » son vis-à-vis Andrew Mehrtens, pourtant considéré comme le meilleur demi d'ouverture du monde,,,,. Abdelatif Benazzi, Olivier Magne, Christophe Dominici et Fabien Galthié sont aussi plébiscités, ce dernier étant le symbole de l'effort défensif français, alors qu'il n'avait intégré le XV de France qu'en cours de compétition,.
Côté All Blacks, malgré la défaite, la performance de Jonah Lomu est tout de même saluée : lui qui a inscrit au moins un essai dans chacun des matchs de la Nouvelle-Zélande, il a inscrit un doublé contre la France, portant son total à 8, et a donné l'impression, après son deuxième essai, que la France était sur le point d'être « submergée par un raz-de-marée noir », tant il jouait avec facilité. Cet « homme extraordinaire », sa « puissance majestueuse, donne la véritable mesure de la réussite de la France ».

## Conséquences et impact

### Dans la compétition

Équipe type de la Coupe du monde 1999 selon le journal L'Équipe.

Après sa défaite en demi-finale, la Nouvelle-Zélande affronte sa grande rivale, l'Afrique du Sud, pour le match de la troisième place, qui a lieu au Millennium Stadium de Cardiff. Même s'ils commettent beaucoup moins de fautes de main que contre les Français, les All Blacks ne parviennent pas à inscrire le moindre essai et laissent la médaille de bronze aux Springboks (22 - 18). Byron Kelleher expliquera que la déception de la disqualification avait été trop grande — la pire de sa carrière — et que même les vacances après la compétition avaient été interminables.
Victorieuse de sa demi-finale, la France accède à la finale de la Coupe du monde, où elle affronte l'Australie, dans le même stade. Malgré sa performance contre la Nouvelle-Zélande, la France reste considérée comme outsider pour cette finale. Dans le même temps, la presse française, jusque-là très critique vis-à-vis de son équipe, se met à espérer : « Un de plus! » titre France Soir, en référence à la possibilité pour la France de remporter un doublé football-rugby, après la victoire de la France lors de la Coupe du monde de football 1998 ; « Entrez dans l'histoire ! », ajoute ce journal. Le Parisien titre « Nous le voulons » au-dessus d'une photo du trophée de la Coupe du monde, tandis que Le Figaro titre « La France : l'espoir de l'hémisphère Nord ». Mais les Français sont « complètement lessivés, pas prêts pour enchaîner deux matches de cette intensité », selon Abdelatif Benazzi,.
Ainsi, dans un match accroché où les buteurs restent les principaux protagonistes, l'Australie poursuit sa stratégie très défensive en contenant les offensives des trois-quarts français et en maîtrisant le pack français qui avait fait si mal en demi-finale, avant de se détacher avec deux essais dans les vingt dernières minutes, ne laissant aucune chance de revenir à une France d'un niveau très décevant,,,. L'Australie devient la première nation double championne du monde et la France termine ainsi deuxième d'une compétition dont elle était loin d'être favorite.
Dans son équipe type de la compétition, L'Équipe inclut six joueurs australiens, cinq français, deux sud-africains et un argentin (voir ci-contre). On retrouve régulièrement certains de ces joueurs dans des dream teams de l'histoire de la Coupe du monde, les plus cités étant les Australiens ; du match Nouvelle-Zélande - France, seul Jonah Lomu est systématiquement aligné dans ces équipes idéales,.

### Après la compétition

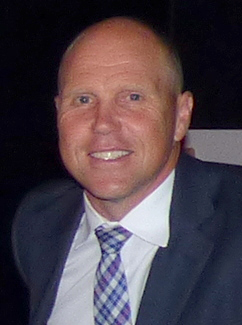
Jeff Wilson en 2016.

Certains des plus grands joueurs de l'histoire de la Nouvelle-Zélande comme Jonah Lomu, Jeff Wilson, Christian Cullen, Andrew Mehrtens ou Josh Kronfeld ne gagneront jamais de Coupe du monde. Le sélectionneur John Hart est désigné coupable de la déroute néo-zélandaise et est quelque peu maltraité par les médias mais aussi par le public, qui s'en prend parfois physiquement à lui ; il est aussi critiqué par certains de ses joueurs. Après le Mondial, il devient entraîneur de rugby à XIII, avant de se reconvertir en dehors du sport.
Au contraire, ce match a un « impact positif » sur le rugby français et certains joueurs explosent pour devenir de « grands joueurs de rugby », d'après Christophe Dominici. Pour le demi de mêlée Fabien Galthié, le match l'« a boosté pour les quatre dernières années de [sa] carrière, les meilleures », se servant du fait d'avoir dû aller chercher très loin les ressources nécessaires pour maintenir le haut niveau d'intensité pendant la rencontre. Nombre de joueurs français ayant participé à ce match effectuent par la suite une carrière de technicien, parfois au plus haut niveau, comme Marc Lièvremont (sélectionneur de l'équipe de France de 2007 à 2011) et Fabien Galthié (sélectionneur de l'équipe de France depuis 2019). Tous deux se servent de cette expérience de 1999 : le premier pour gérer son équipe qui remporte la demi-finale de la Coupe du monde 2011 et désire la célébrer malgré l'échéance proche de la finale ; le deuxième sur des aspects plus techniques, notamment la rush defense, qu'il adaptera à chacune de ses expériences d'entraîneur.
Après cette victoire et celle qui surviendra huit ans plus tard, lors du quart de finale de la Coupe du monde 2007, la France fait figure de bête noire de la Nouvelle-Zélande dans la compétition. Cette opposition, qui se présente comme a priori déséquilibrée, mais dont l'issue est incertaine à cause de la capacité des Français à réaliser des exploits, devient dès lors l'une des plus attendues de la scène internationale.
Ce Nouvelle-Zélande - France de 1999 est considéré comme l'un des plus grands exploits du rugby français,,,,. Le scénario et le résultat inattendu de ce match à un niveau aussi élevé de la compétition lui assurent une certaine postérité : Ian Malin, du Guardian, explique avoir assisté en direct à d'autres matchs remarquables comme Fidji - Pays de Galles en 2007, où les premiers ont battu les seconds lors du dernier match de poule, ainsi que le « miracle de Brighton », qui a vu le Japon renverser l'Afrique du Sud lors de la Coupe du monde 2015, mais que ce Nouvelle-Zélande - France demeure au-dessus, ajoutant que les All Blacks n'ont jamais encaissé autant de points lors d'un match de Coupe du monde.

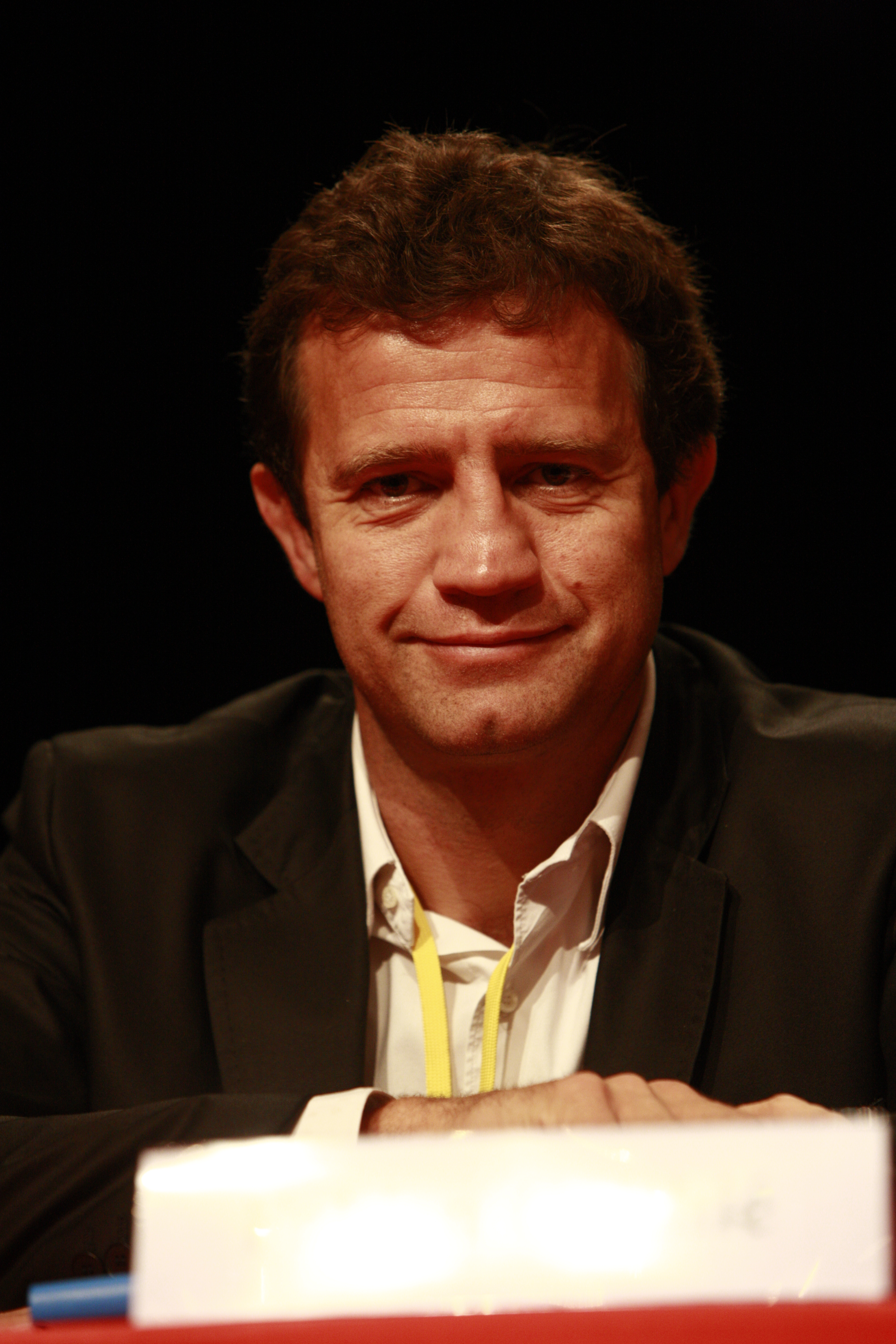
Fabien Galthié en 2008.

Le match a aussi fortement marqué ses protagonistes, comme l'explique Marc Lièvremont : « C'est peut-être, parmi les matchs que j'ai joués, celui qui a le plus marqué les amateurs de rugby. Certains considèrent que par son suspense, par sa folie, par son côté inattendu, c'est l’un des plus beaux matchs de l’équipe de France. » Comme la plupart des joueurs du XV de France ce jour-là, Philippe Bernat-Salles révèle qu'« il y a des moments dont on est obligé de se rappeler. Bien sûr que ce jour fait partie des grands moments de ma carrière [...]. Ce sont des moments magiques avec des mots forts de certains joueurs et des anecdotes qu’on se rappellera tout le temps. Oui, c’est quelque chose qui marque. » Pour Galthié, « ce qui nous unit, ce n'est pas une décoration, pas une cicatrice, pas un trophée, ni un passeport, c'est plus fort, c'est un mélange de tout ça et on l'a en nous ». Christophe Lamaison renchérit : « Cette demi-finale a changé notre vie à tous. Notre vie de joueurs, et notre vie d'hommes ».
Selon Marc Lièvremont, protagoniste du match puis sélectionneur du XV de France de 2007 à 2011, la Coupe du monde 1999 marque la fin d'une époque aux pratiques encore essentiellement amateures. Officiellement professionnel depuis 1995, le rugby à XV ne bascule véritablement dans cette nouvelle ère qu'après une compétition remportée par une équipe, l'Australie, qui a au contraire tout calculé, s'est servi pour cela de la technologie, a mis les moyens dans un staff pléthorique et travaillé sur le bien-être des joueurs, sous l'impulsion de son sélectionneur Rod Macqueen. Après cette Coupe du monde, les gabarits des joueurs se transforment : plus grands et plus musclés, et donc plus physiques et moins techniques, les joueurs subissent aussi des impacts plus violents, ce qui change complètement la façon de jouer au rugby, laissant souvent au passé des matchs aussi débridés que cette demi-finale de 1999,.